# Biserica Sfinții Arhangheli Mihail și Gavriil din Vadu Crișului

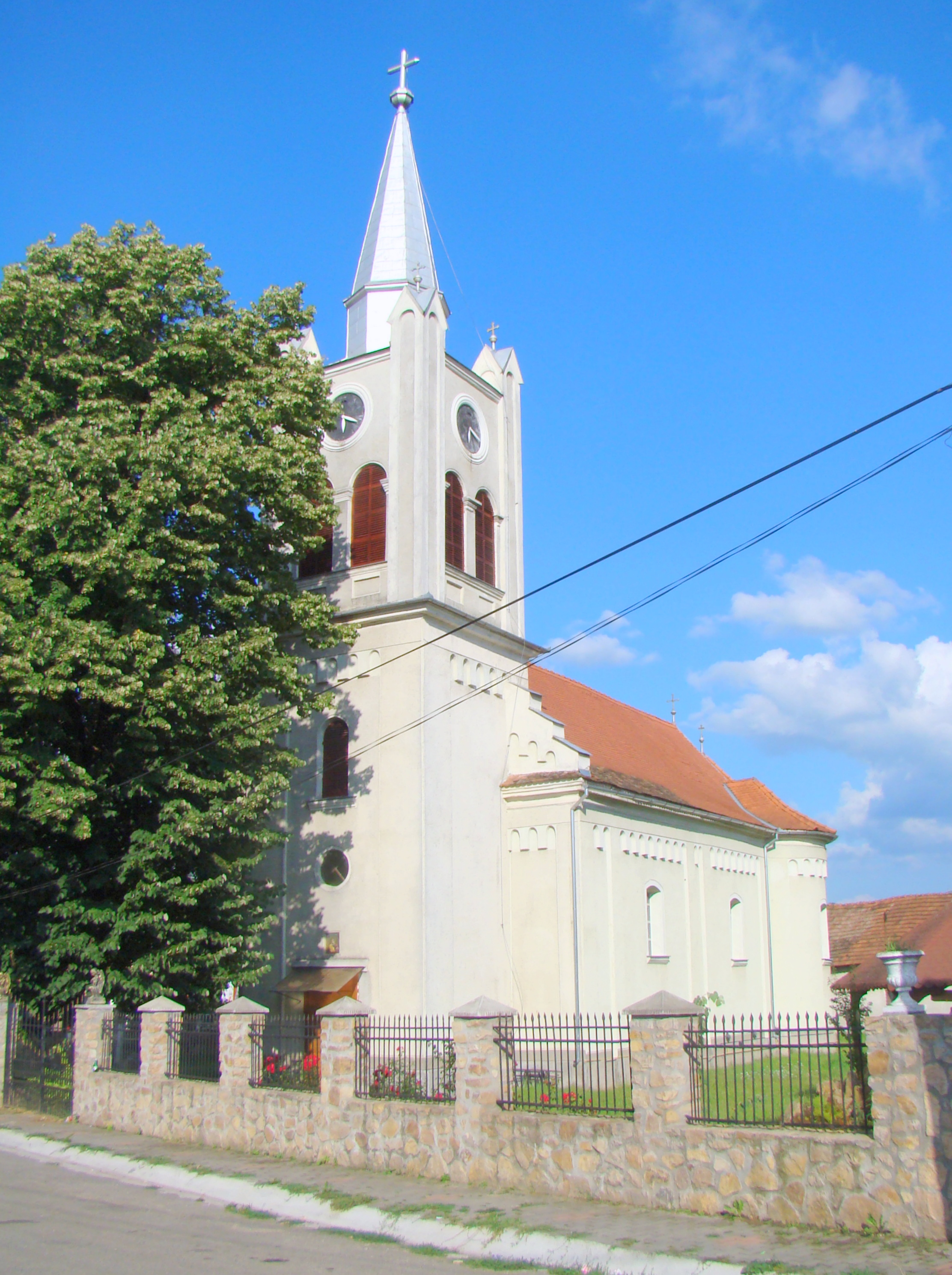
Biserica de zid cu hramul „Sfinții Arhangheli Mihail și Gavriil” din Vadu Crișului, comuna Vadu Crișului, județul Bihor, foto: august 2016.

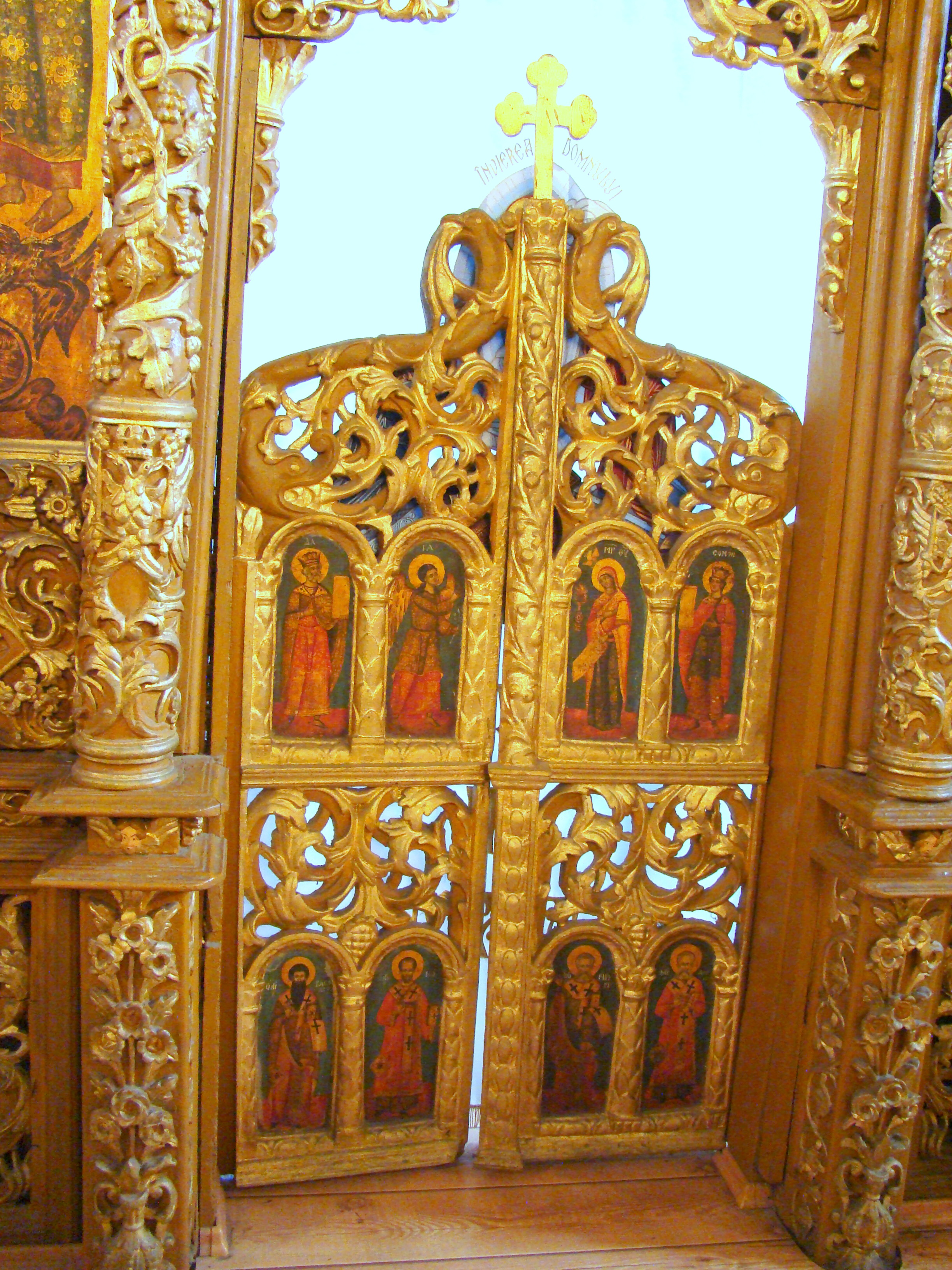
Ușile împărătești

Biserica „Sfinții Arhangheli Mihail și Gavriil” din Vadu Crișului este un monument istoric și de arhitectură din secolul al XVIII-lea. Biserica se află pe noua listă a monumentelor istorice sub codul LMI:  BH-II-m-B-01224.

## Istoric și trăsături
Registrele parohiei greco-catolice din Vadu Crișului încep în anul 1754. Iconostasul și icoanele împărătești datează din secolul al XVIII-lea. Acestea s-au aflat inițial în Catedrala Sfântul Nicolae din Oradea, de unde au fost mutate după realizarea unui nou iconostas. Vechiul iconostas al Catedralei din Oradea, care în prezent se află la Vadu Crișului, prezintă similitudini cu cel al Catedralei din Blaj.
Biserica este construită din piatră, cărămidă arsă și var, zidurile având grosimea de cca 1m. Este acoperită cu țiglă măruntă, pe un schelet de lemn de stejar. Cupola este betonată și legată cu bare de fier.
Iconostasul, bogat împodobit cu sculptură, datează, conform unei inscripții de deasupra ușilor împărătești, din anul 1768. El amintește de monumentalul iconostas al Catedralei din Blaj. Pictura iconostasului, dispusă pe mai multe registre, aparține unui pictor de formație postbrâncovenească, în opera căruia se resimt și influențe de factură barocă.
În anul 1900 preot paroh al bisericii era Ștefan Șipoș. Preoți slujitori: prima mențiune despre un preot la Vadu Crișului este din jurul anului 1750, preotul Ioan din Coznici, Sălaj. În anul 1920 este amintit preotul Paul Lauran, în 1940 preotul Gheorghe Bonea. În anul 1948 Biserica Română Unită cu Roma a fost interzisă, iar preotul Florian Pal din Vadu Crișului a fost arestat până în anul 1964. În 1952 a fost arestat și vicarul parohial Vasile Hossu, care anterior a fost profesor de religie, dat afară din învățământ tot în 1948.
Lăcașul de cult a fost trecut în folosința Bisericii Ortodoxe Române. În 1960 slujea preotul Bursașiu, din 1971 până în 1994 preotul Gheorghe Bidilean, din 1994 până în 1995 preotul Crăciun Petru, iar din 1995 până în prezent preotul Sorin Mititean. Acesta a realizat în anul 2014 un muzeu parohial, construit din material lemnos, alcătuit din 3 camere la parter și o cameră mare la mansardă, și în care sunt expuse atât obiecte de cult, cât și exponate etnografice, adunate de pe raza comunei.
Pictura parietală și cea a boltei este de dată recentă, fiind realizată în tehnica tempera, în anul 1995, de pictorul Maricel Humă  din Târgu Neamț, respectând erminia picturii bizantine. Același pictor a efectuat o intervenție asupra iconostasulului, care a fost curățat, iar pe sculptura în lemn a fost aplicată foiță de aur.

## Imagini din exterior

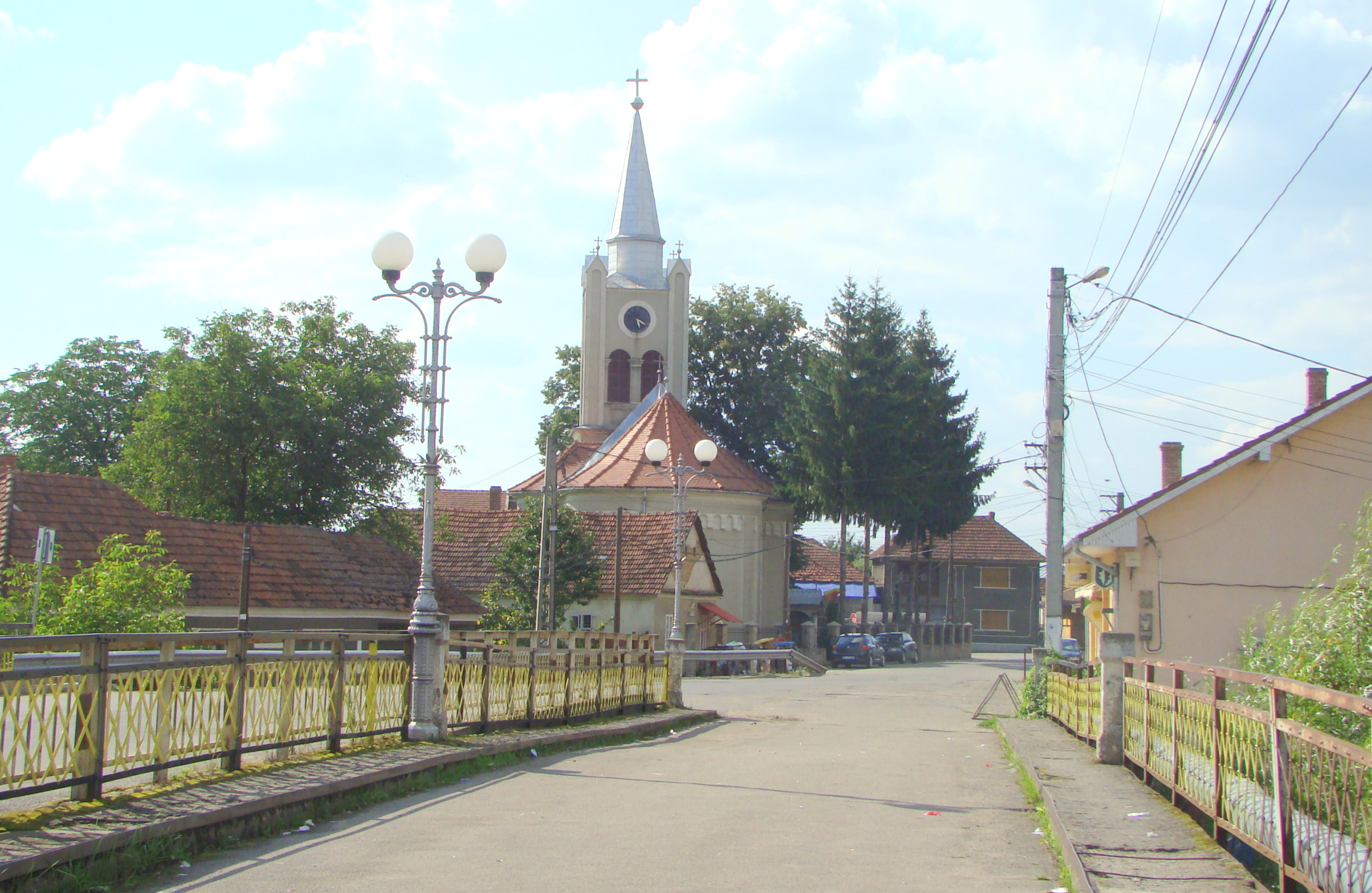
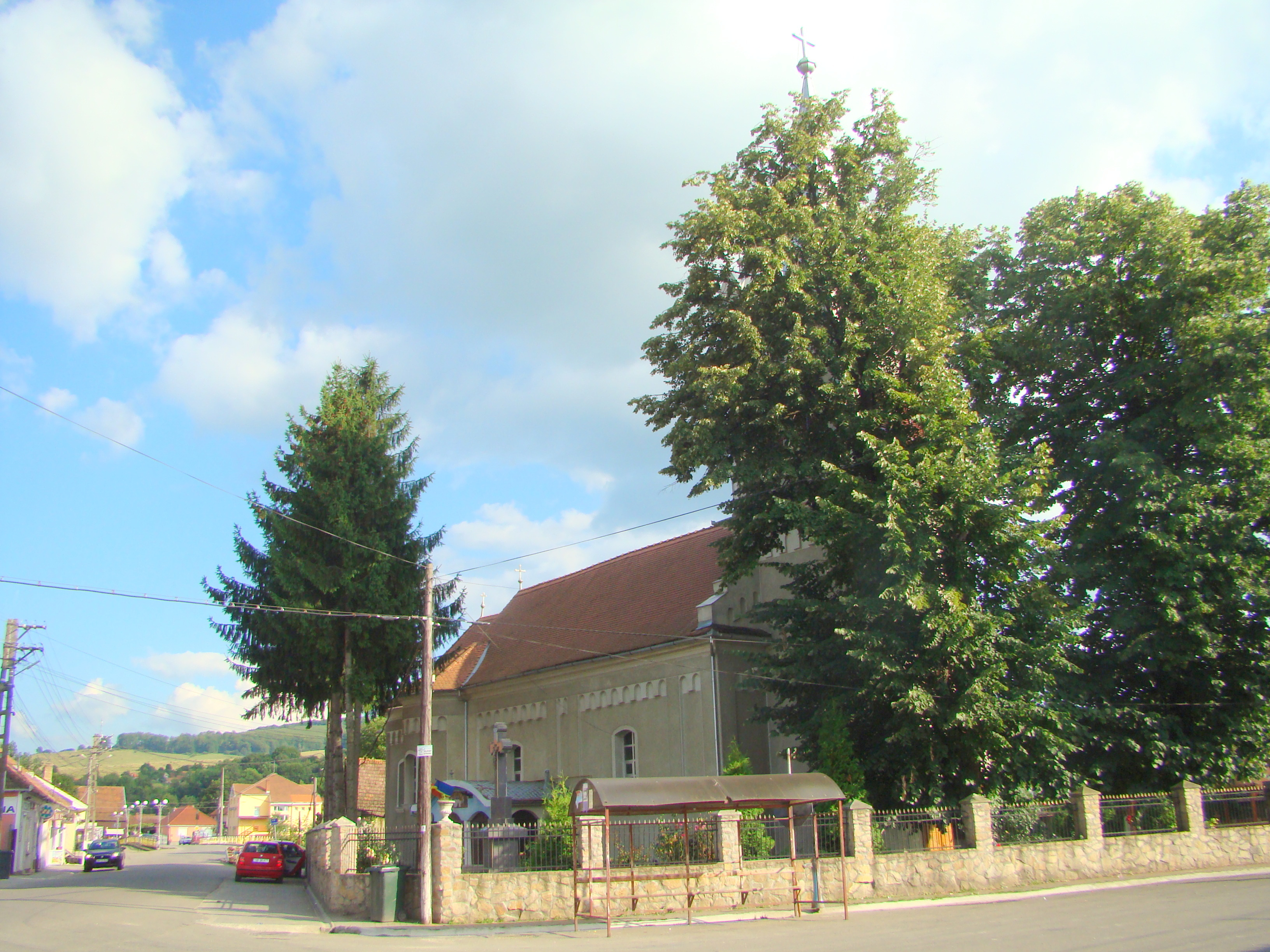
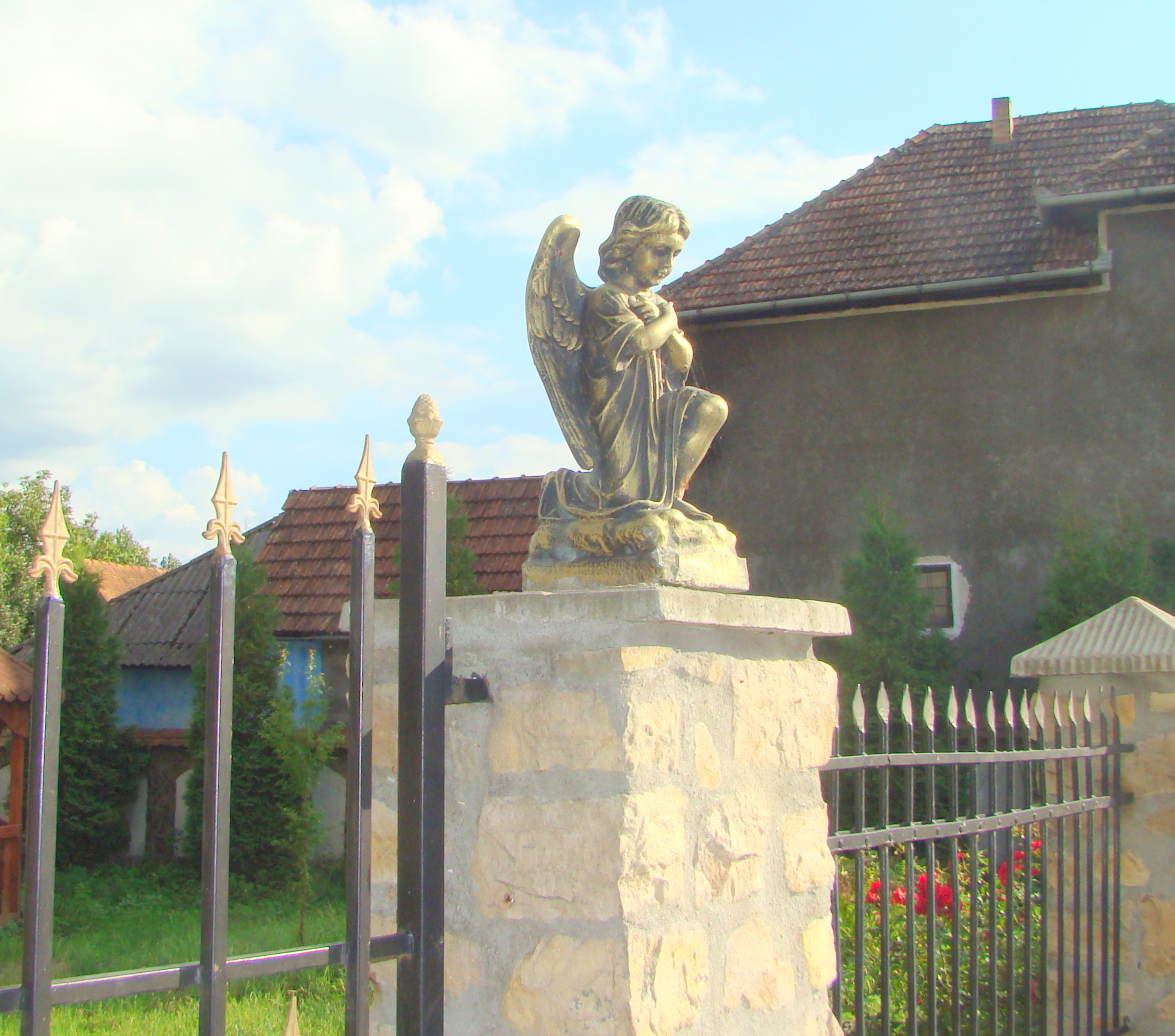
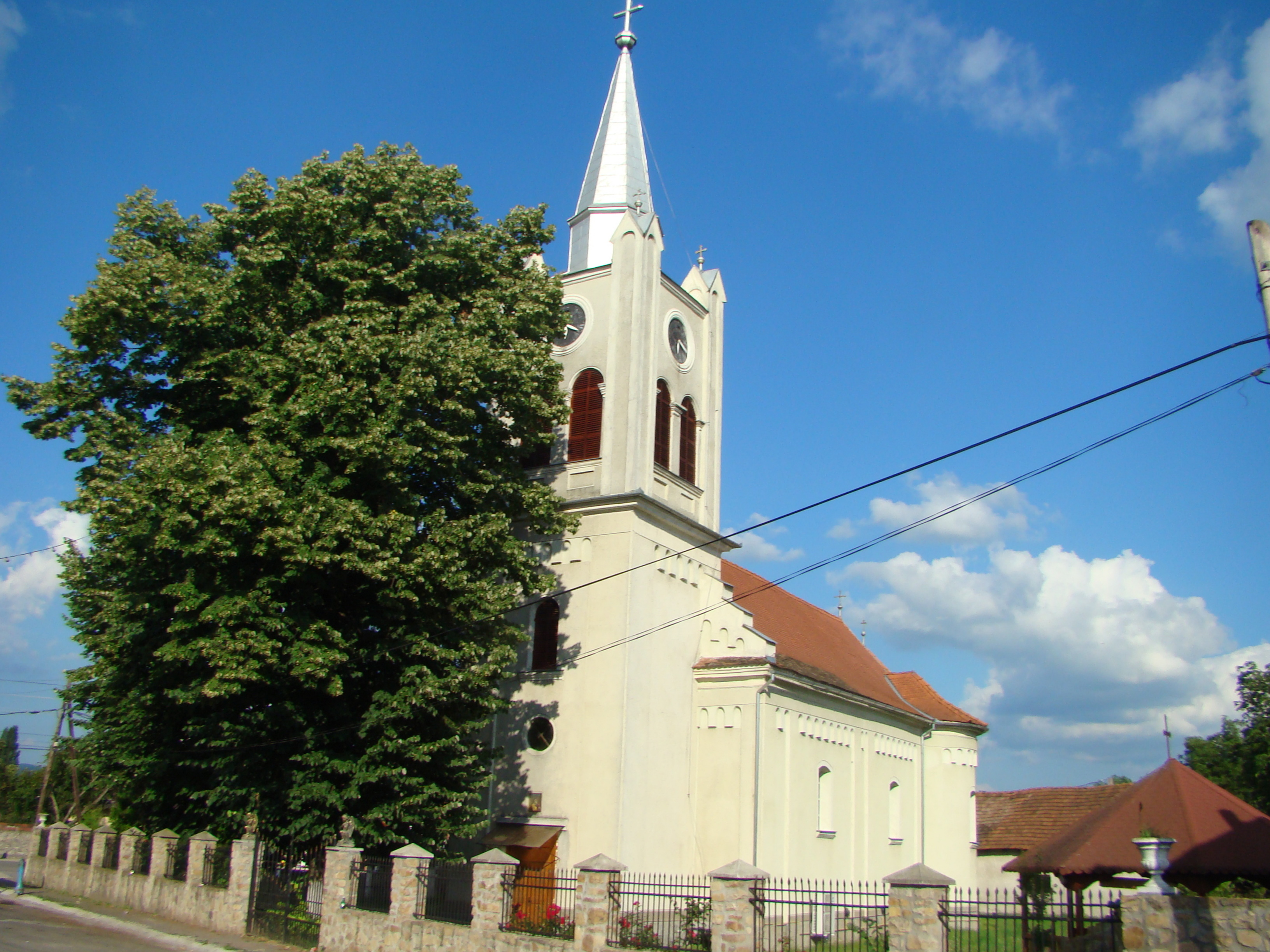
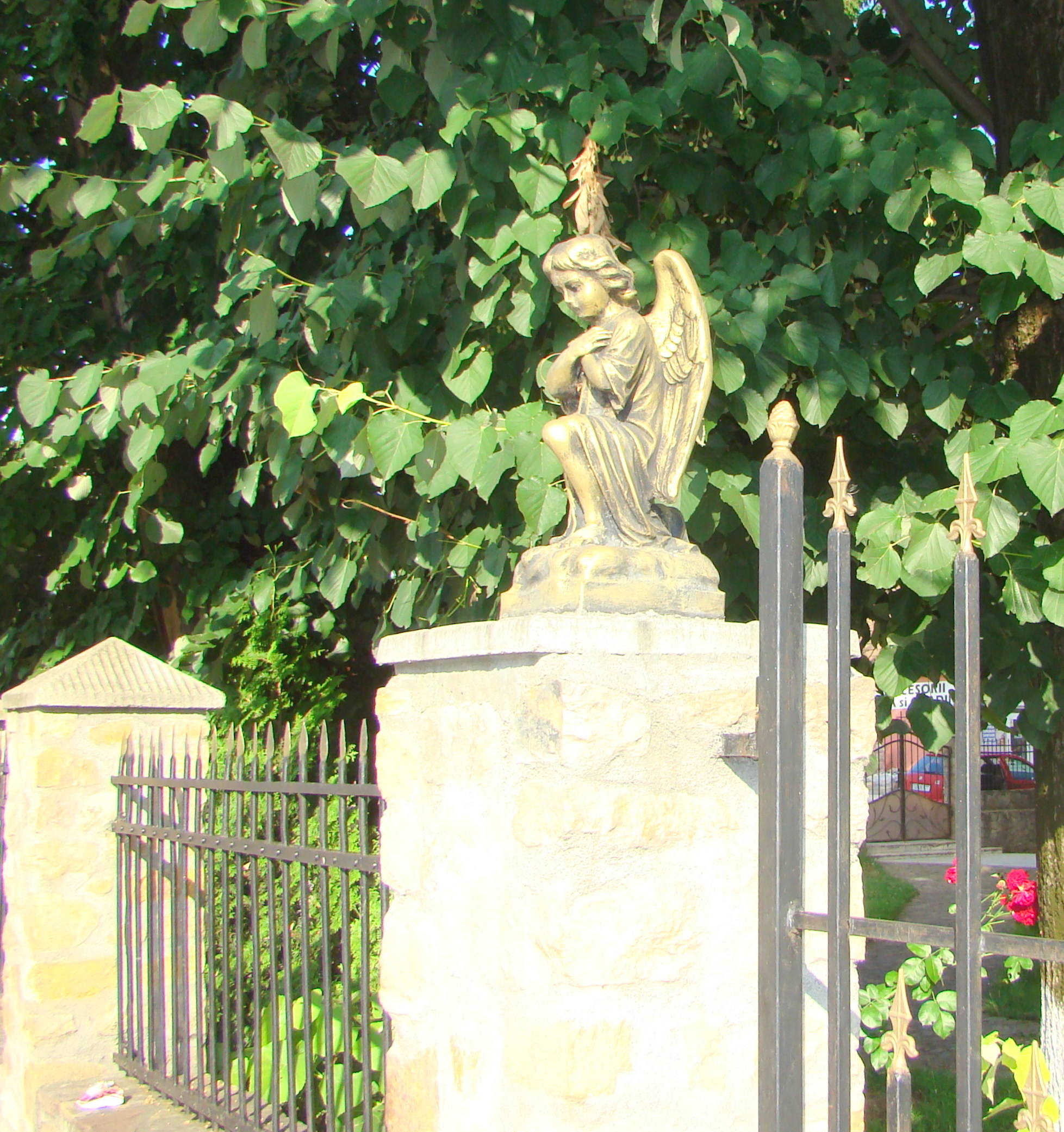
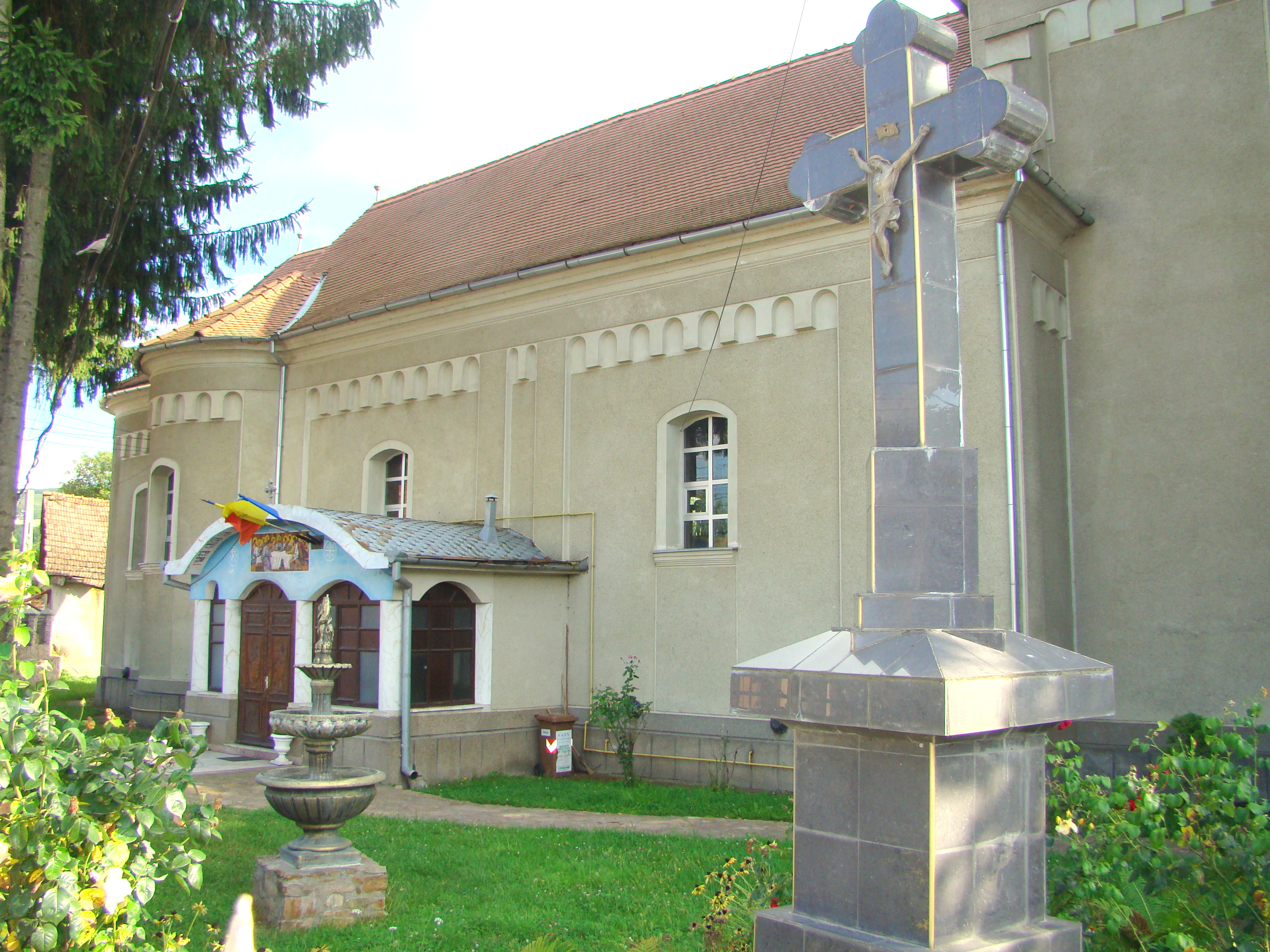
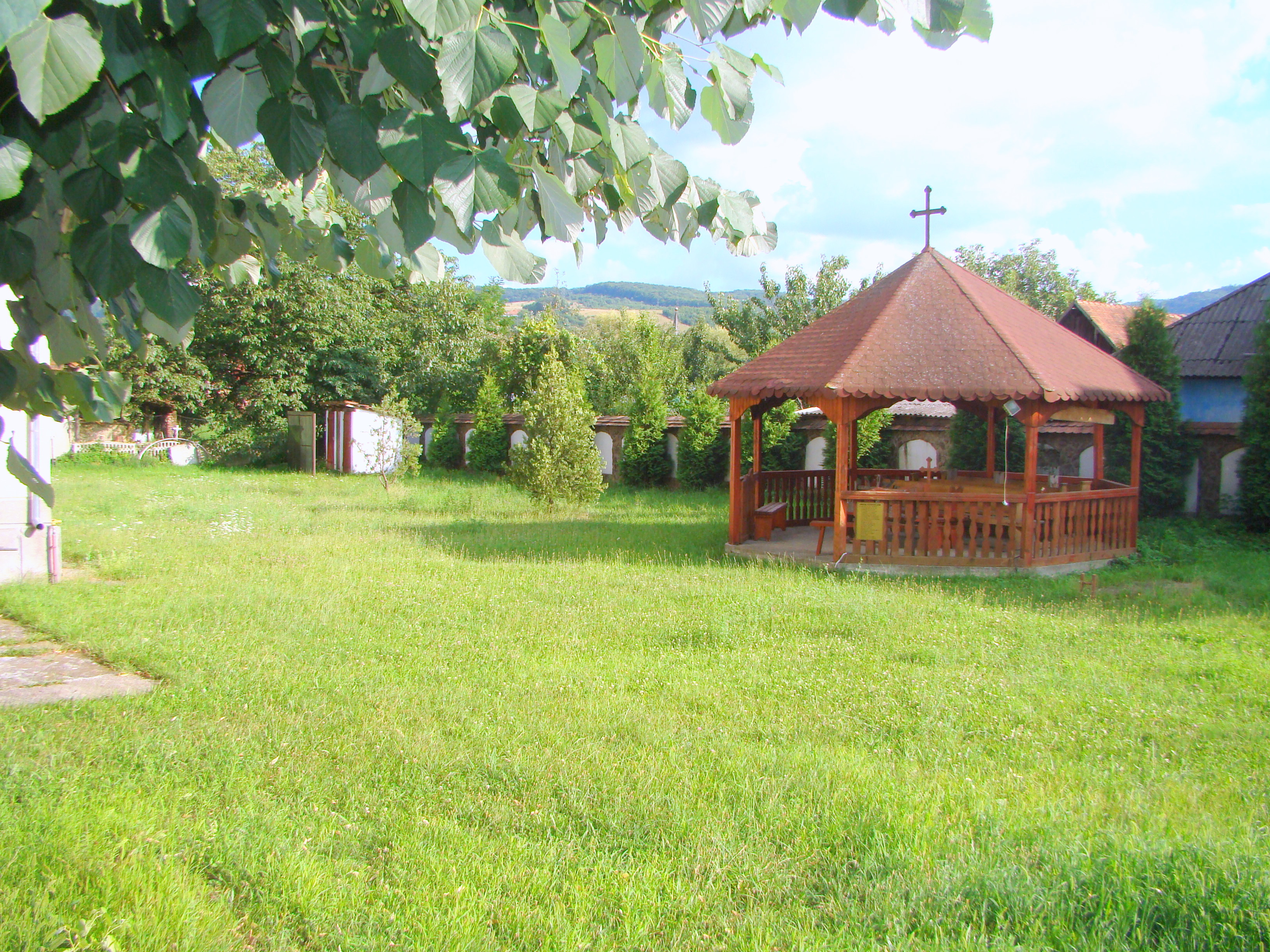
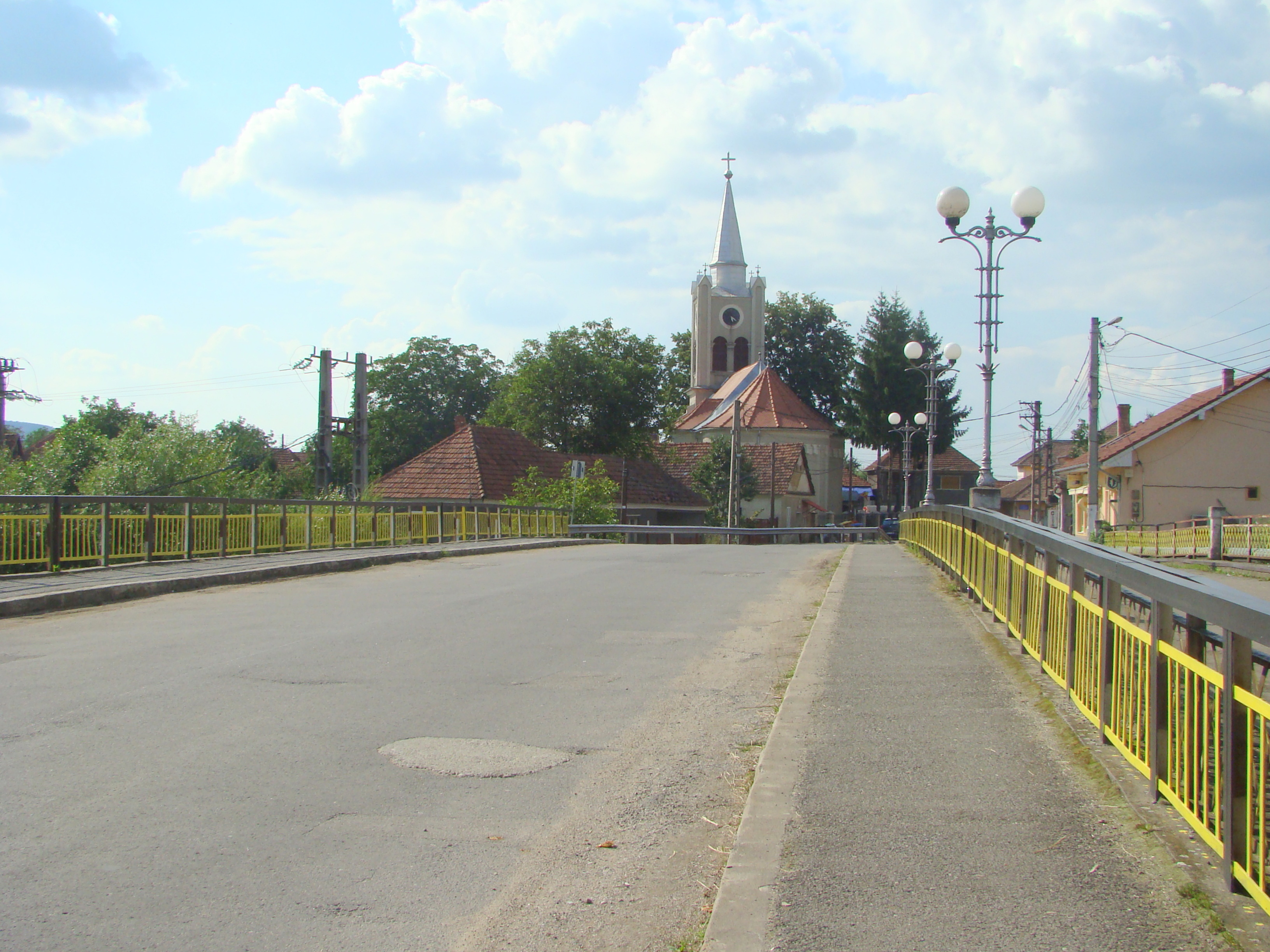

## Imagini din interior

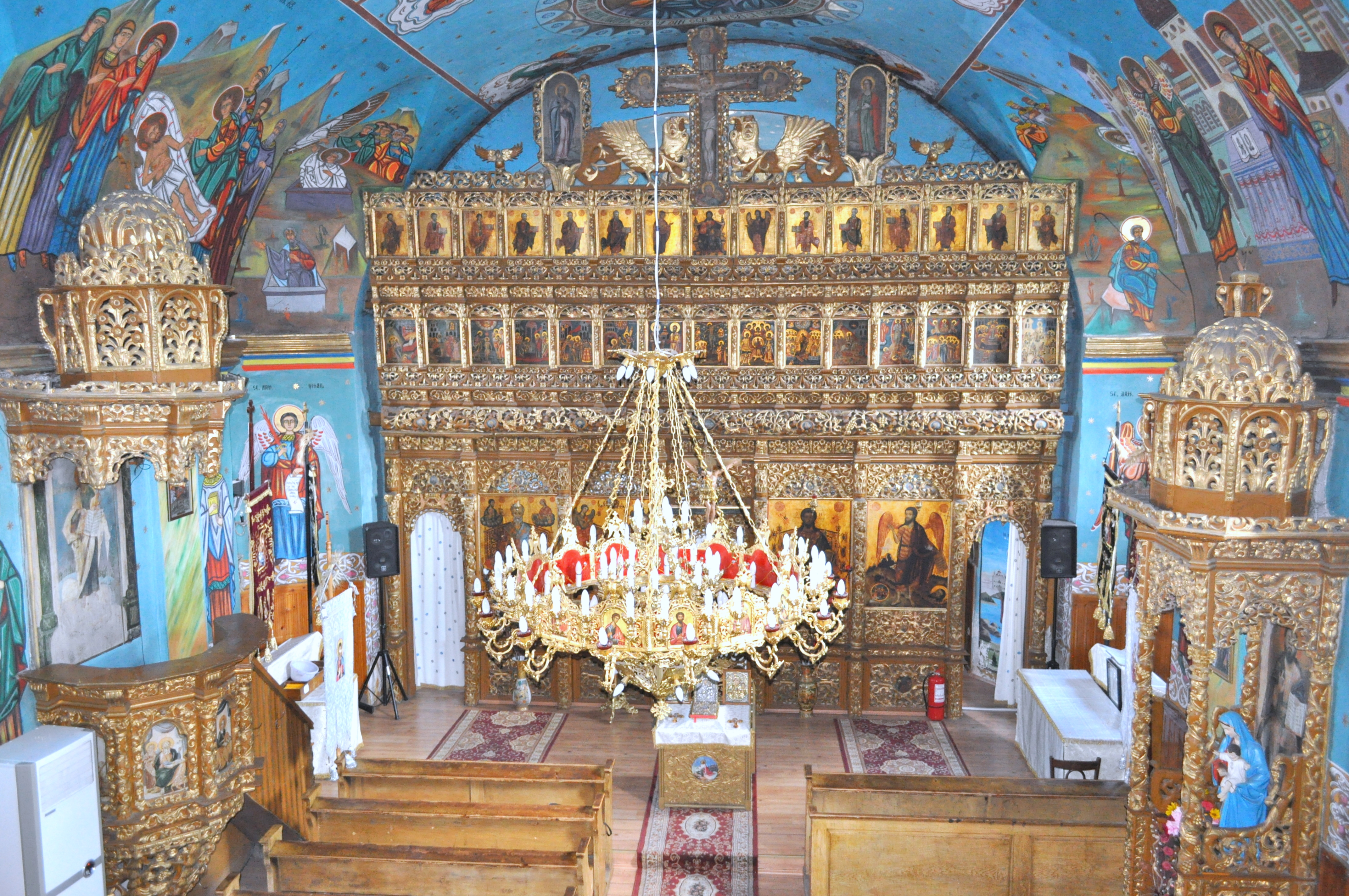
Nava spre iconostas
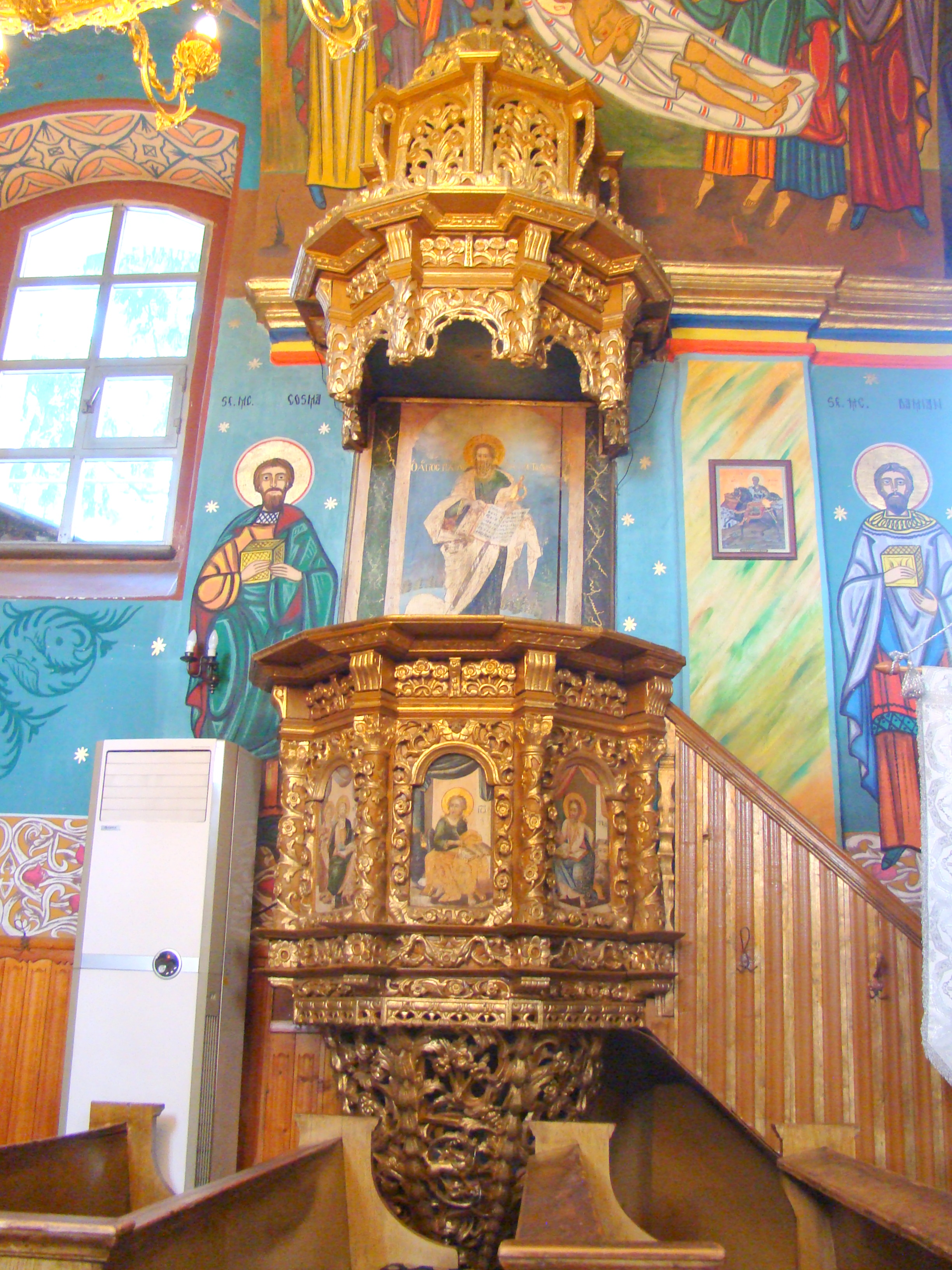
Amvonul
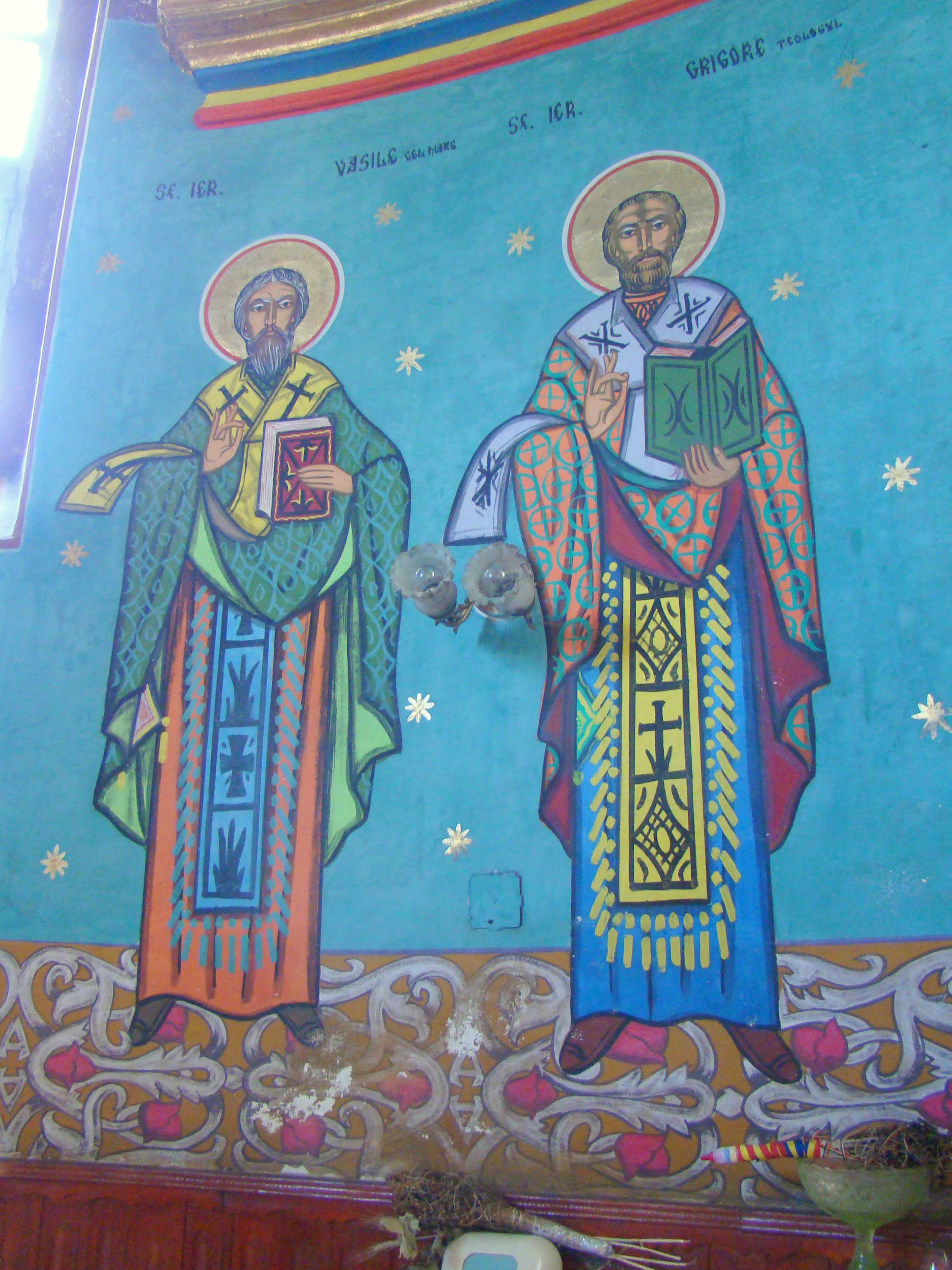
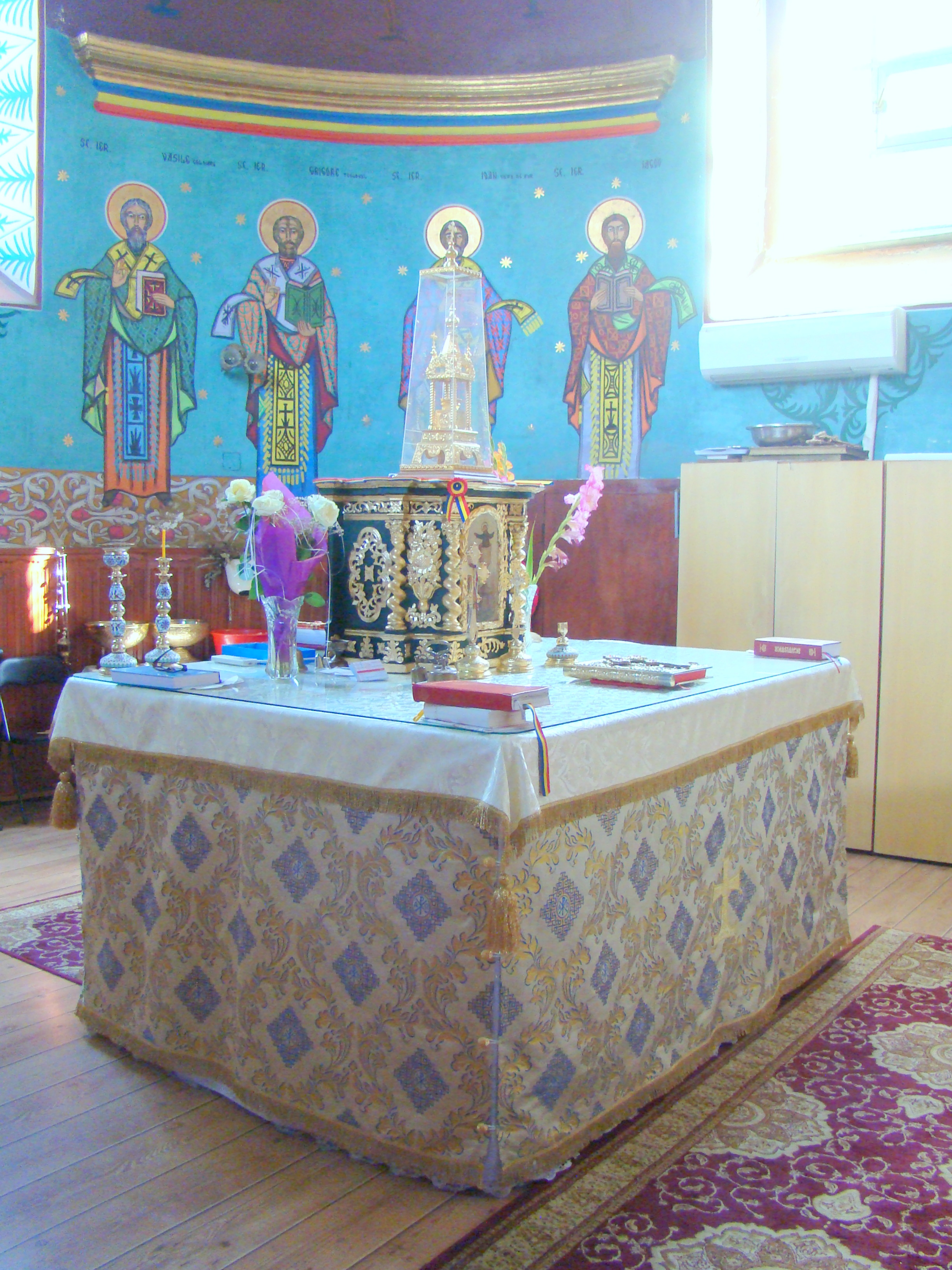
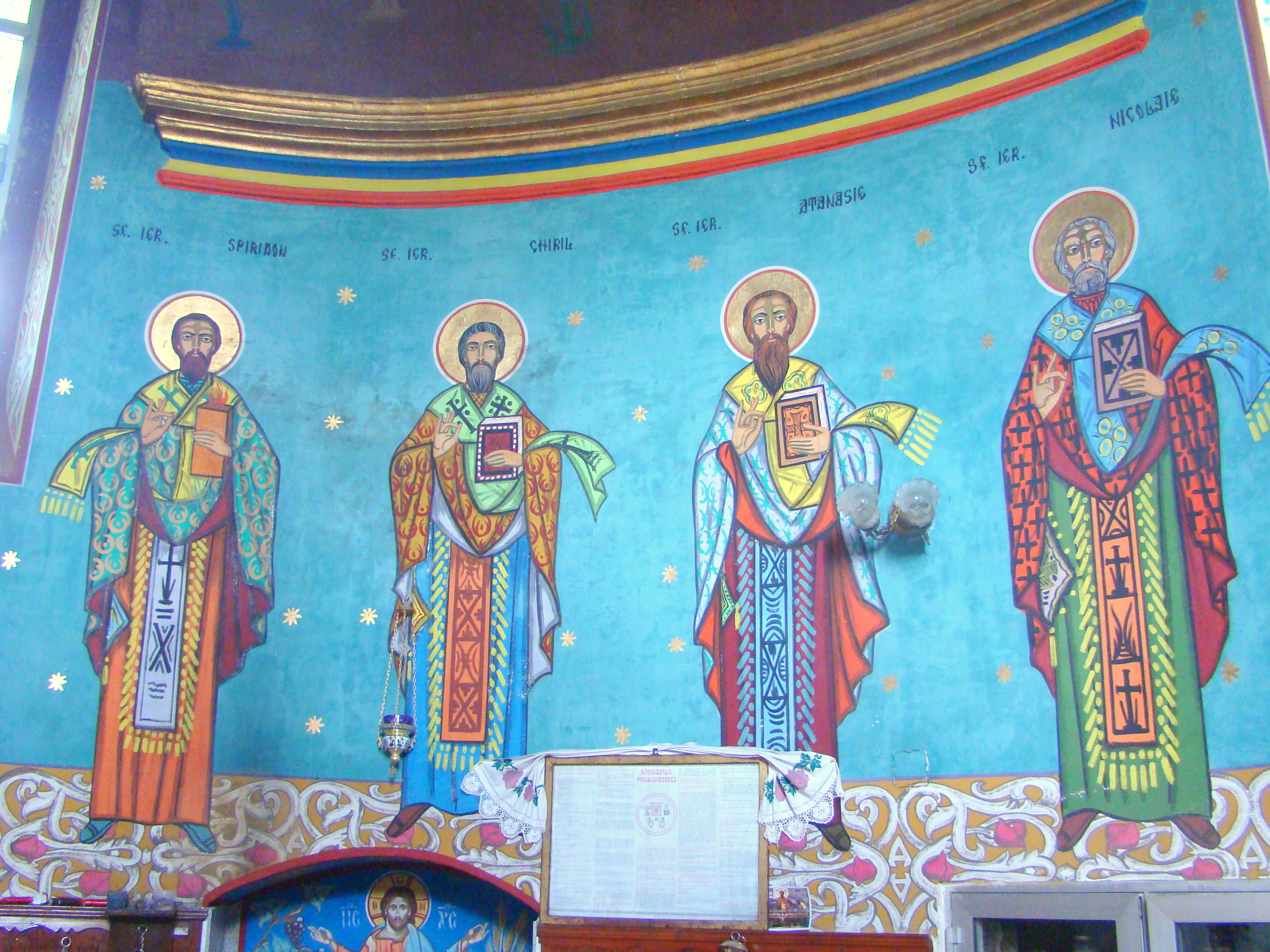
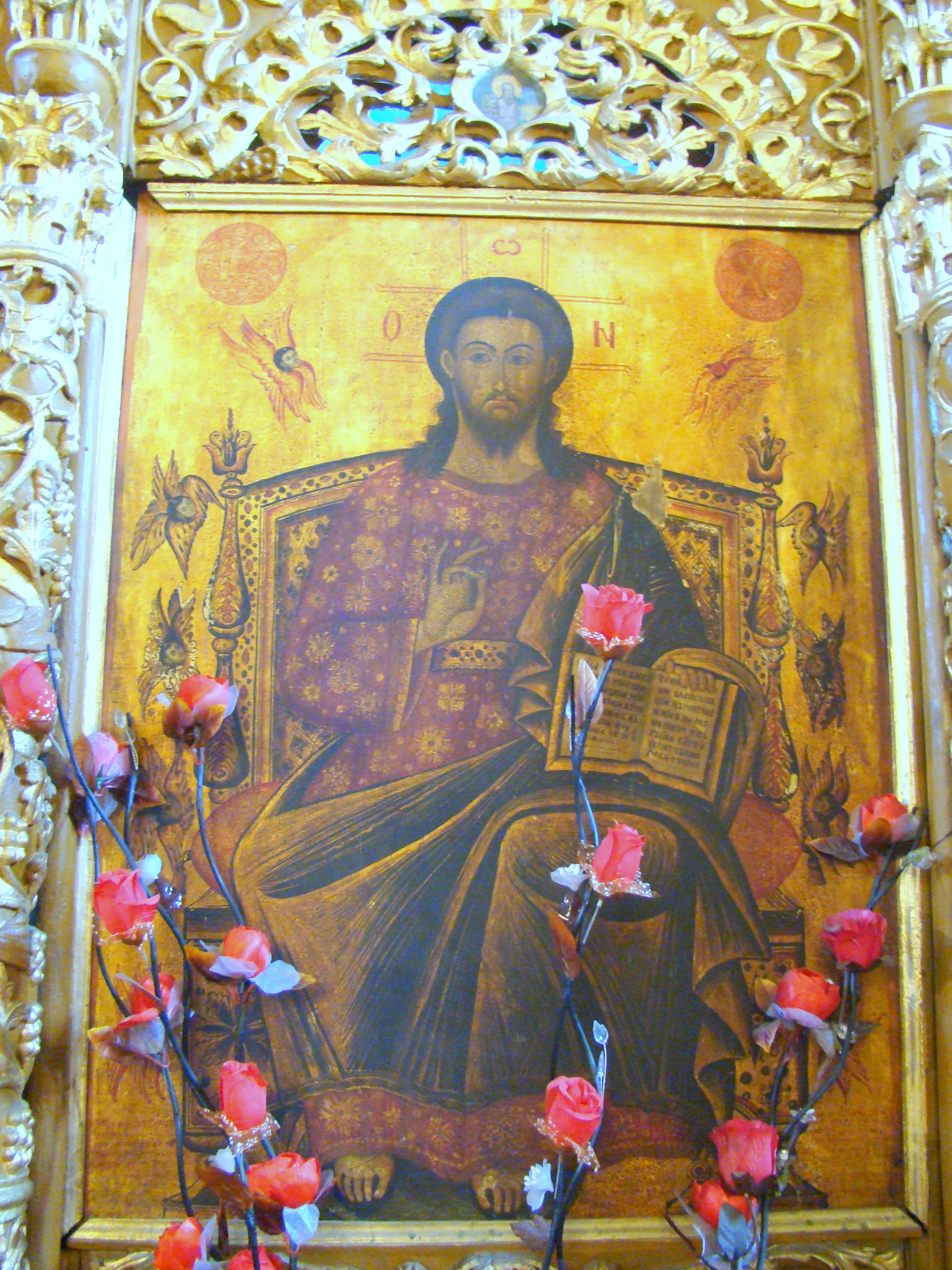
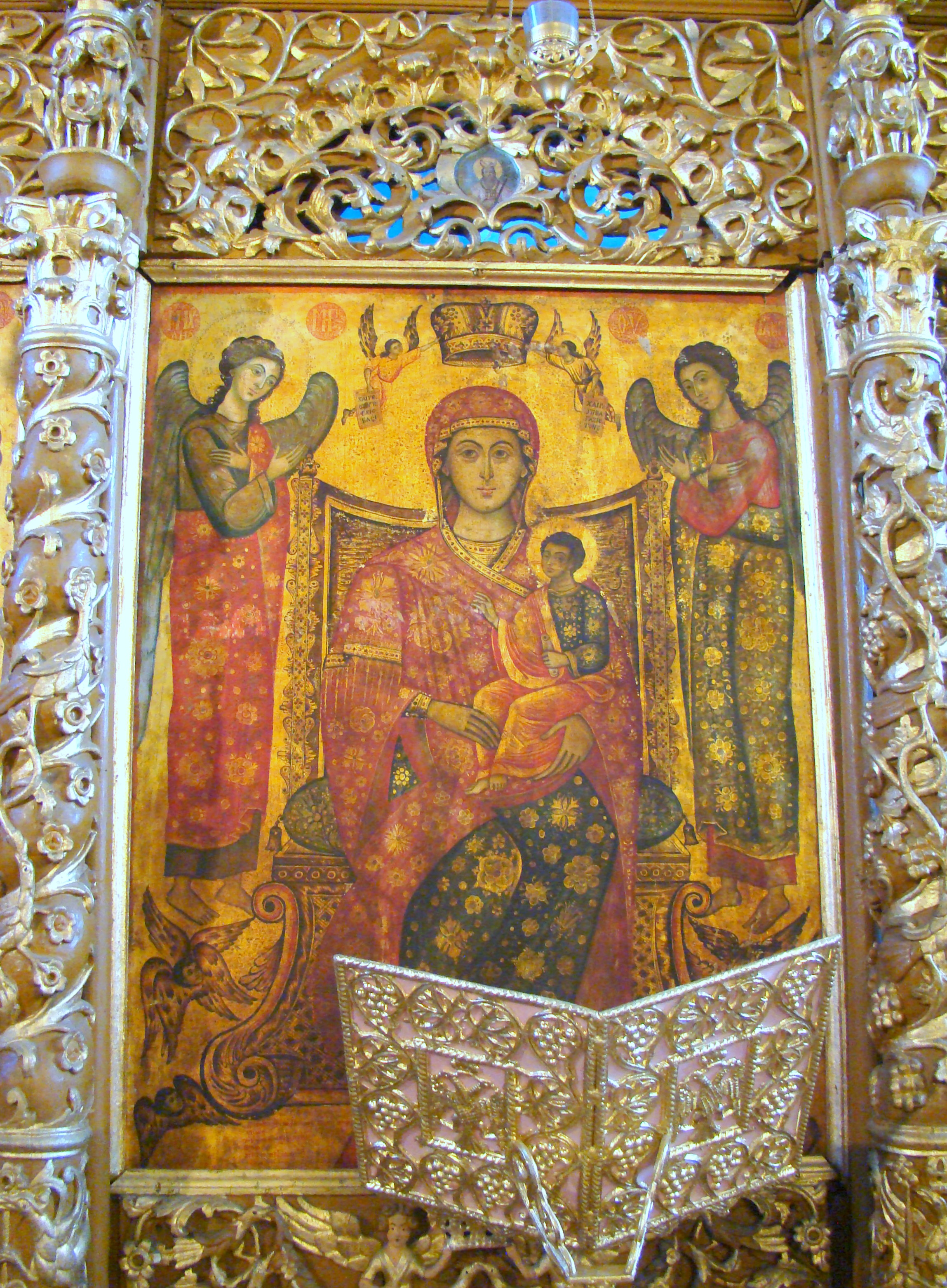
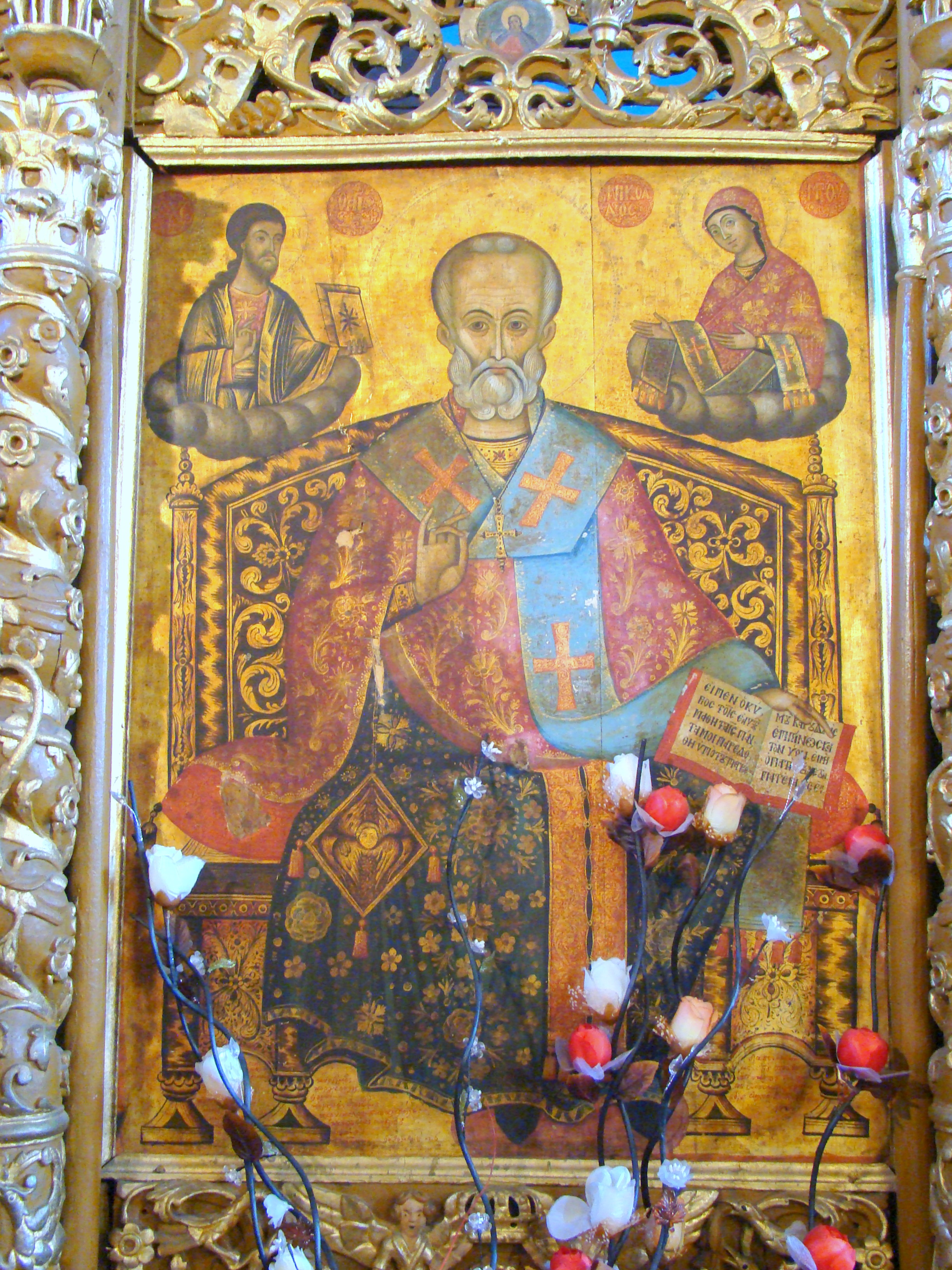
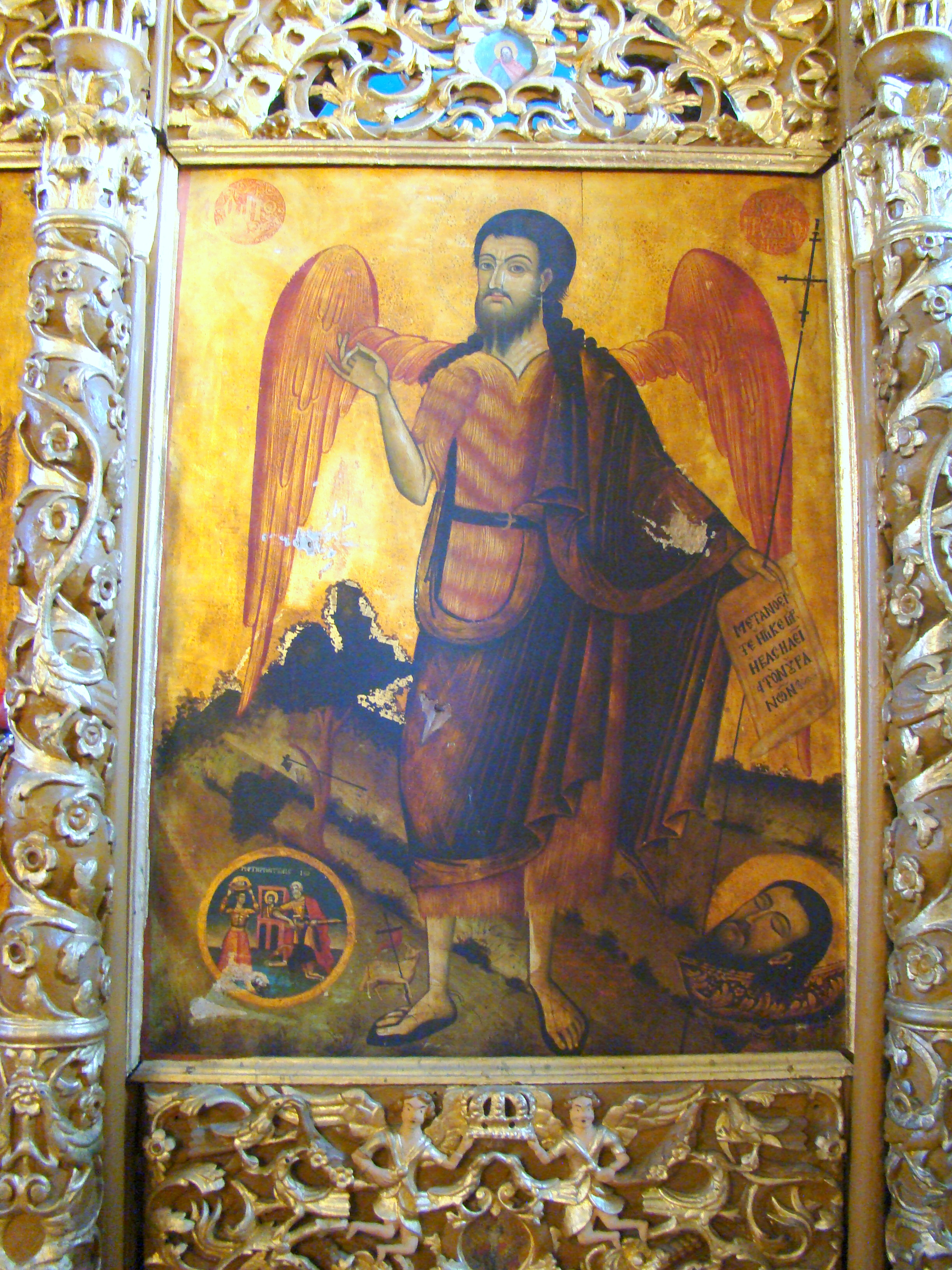
Icoana de hram
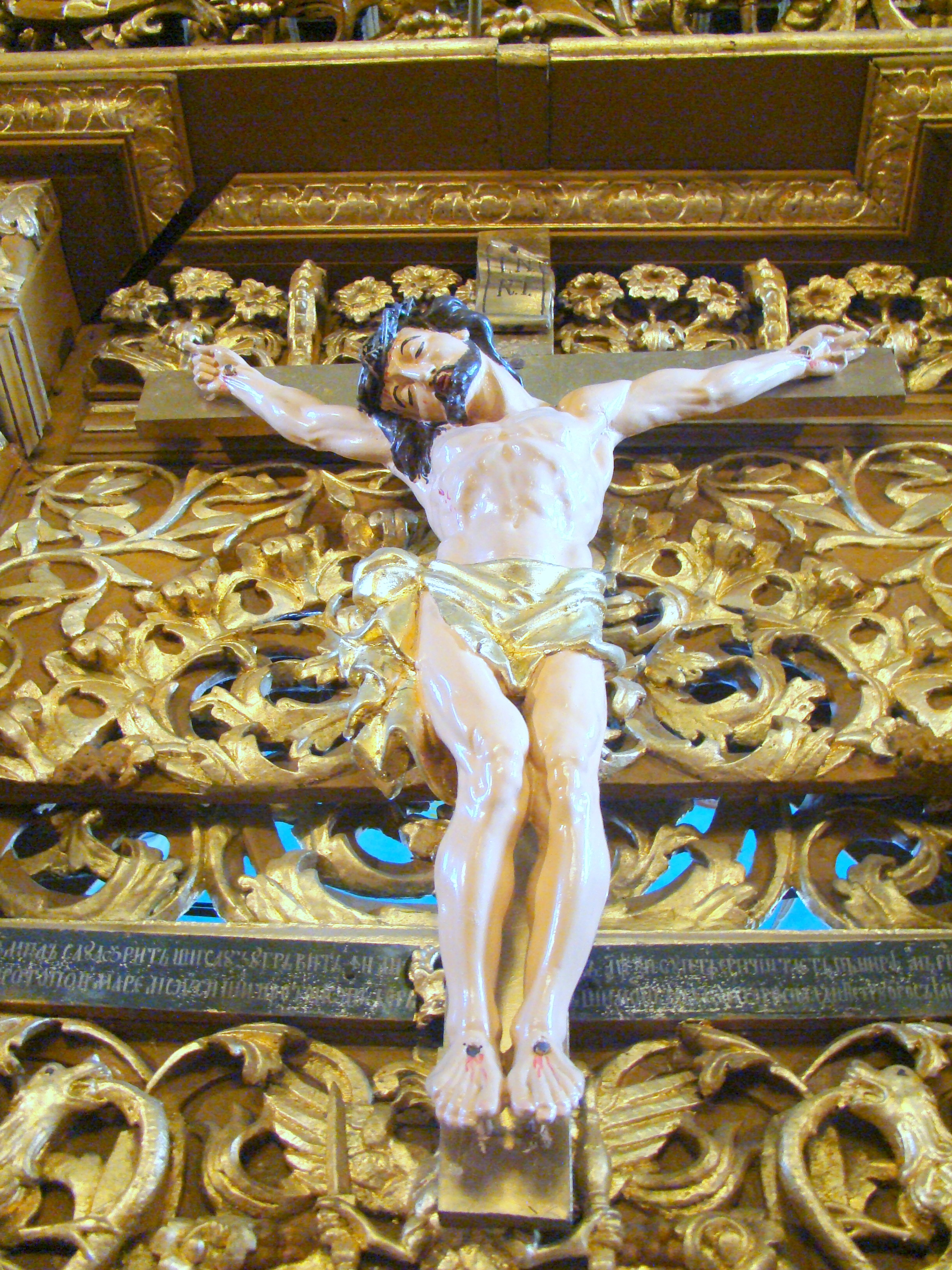
Catapeteasma (detaliu)
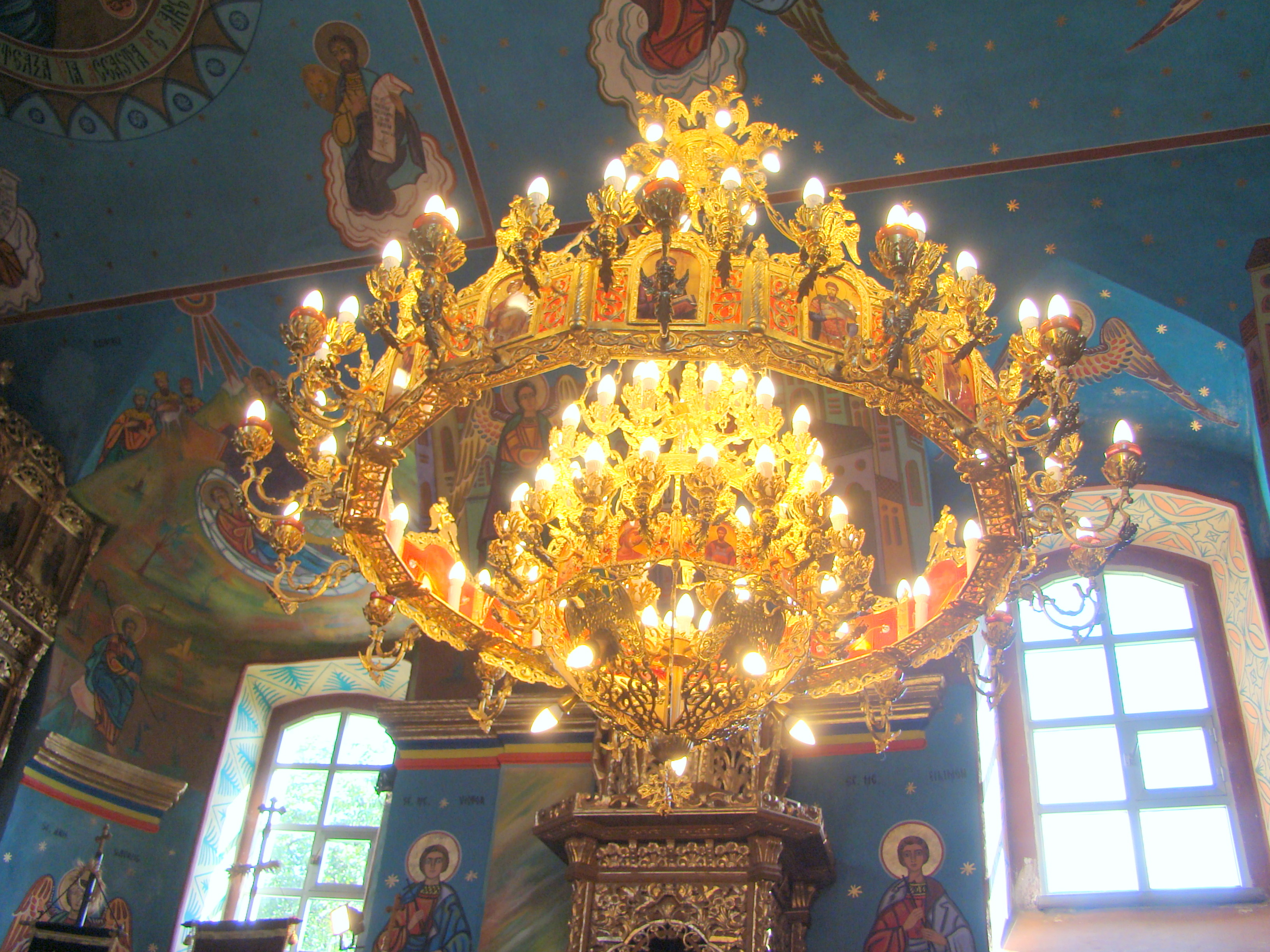
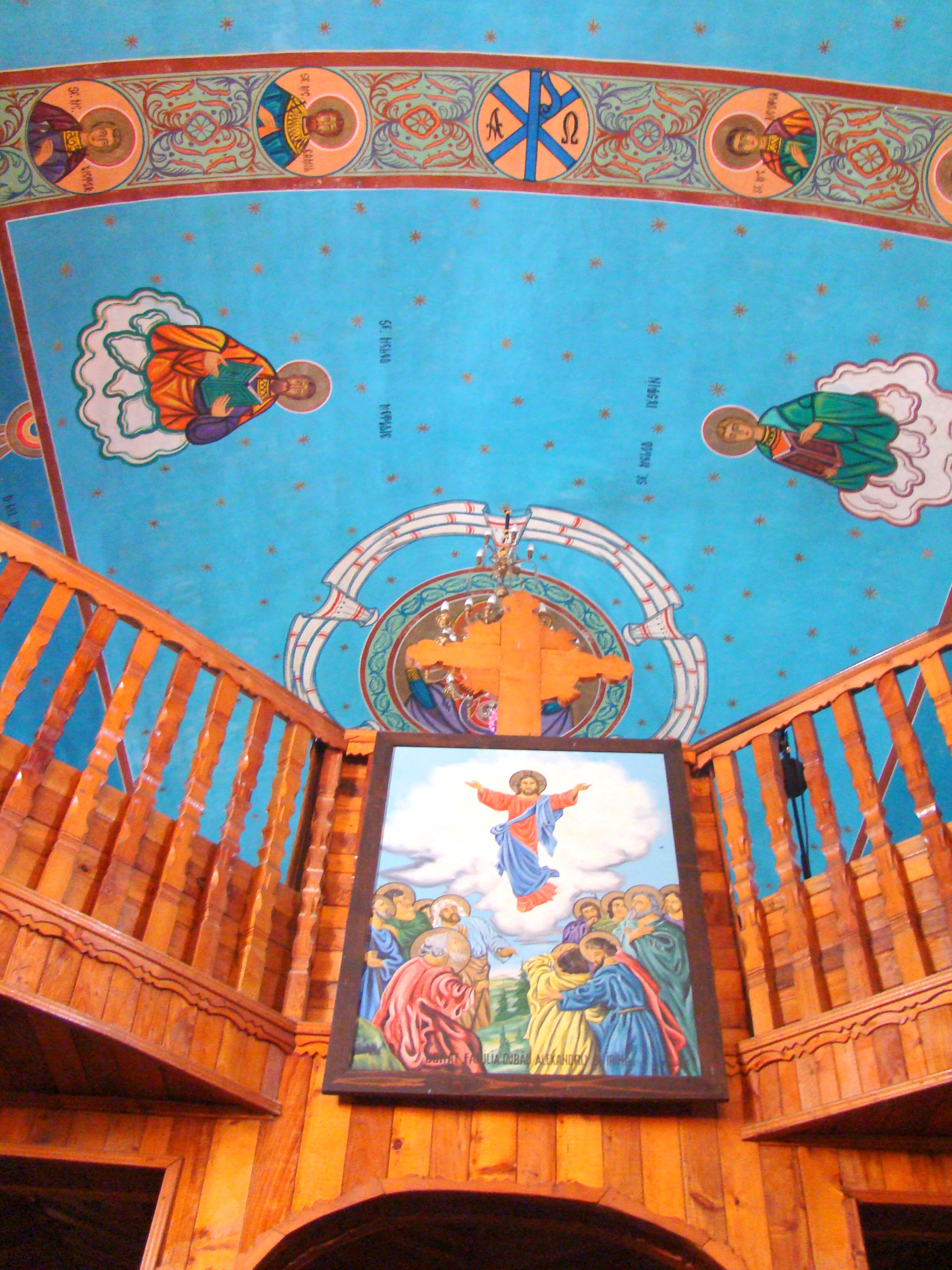
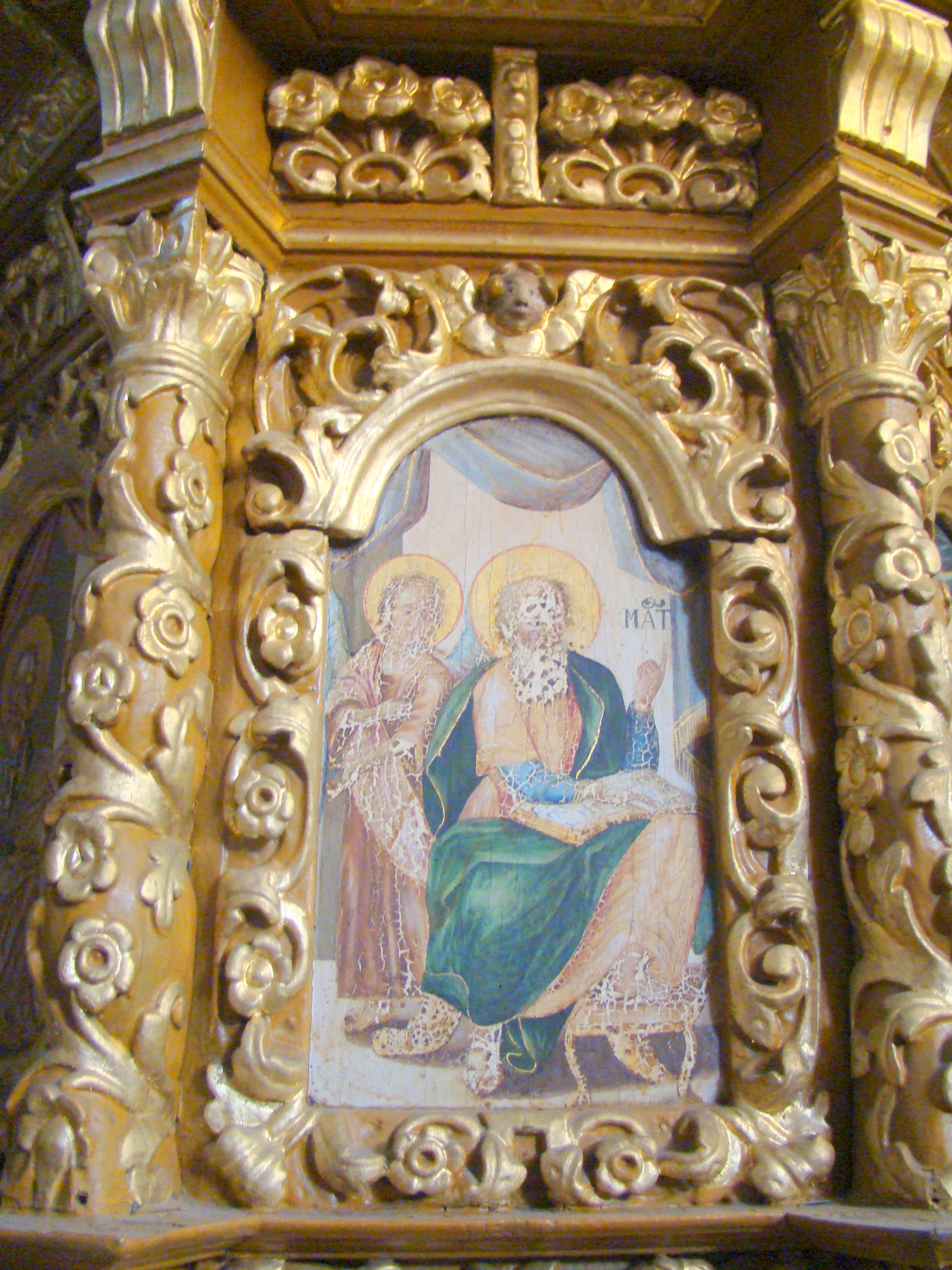
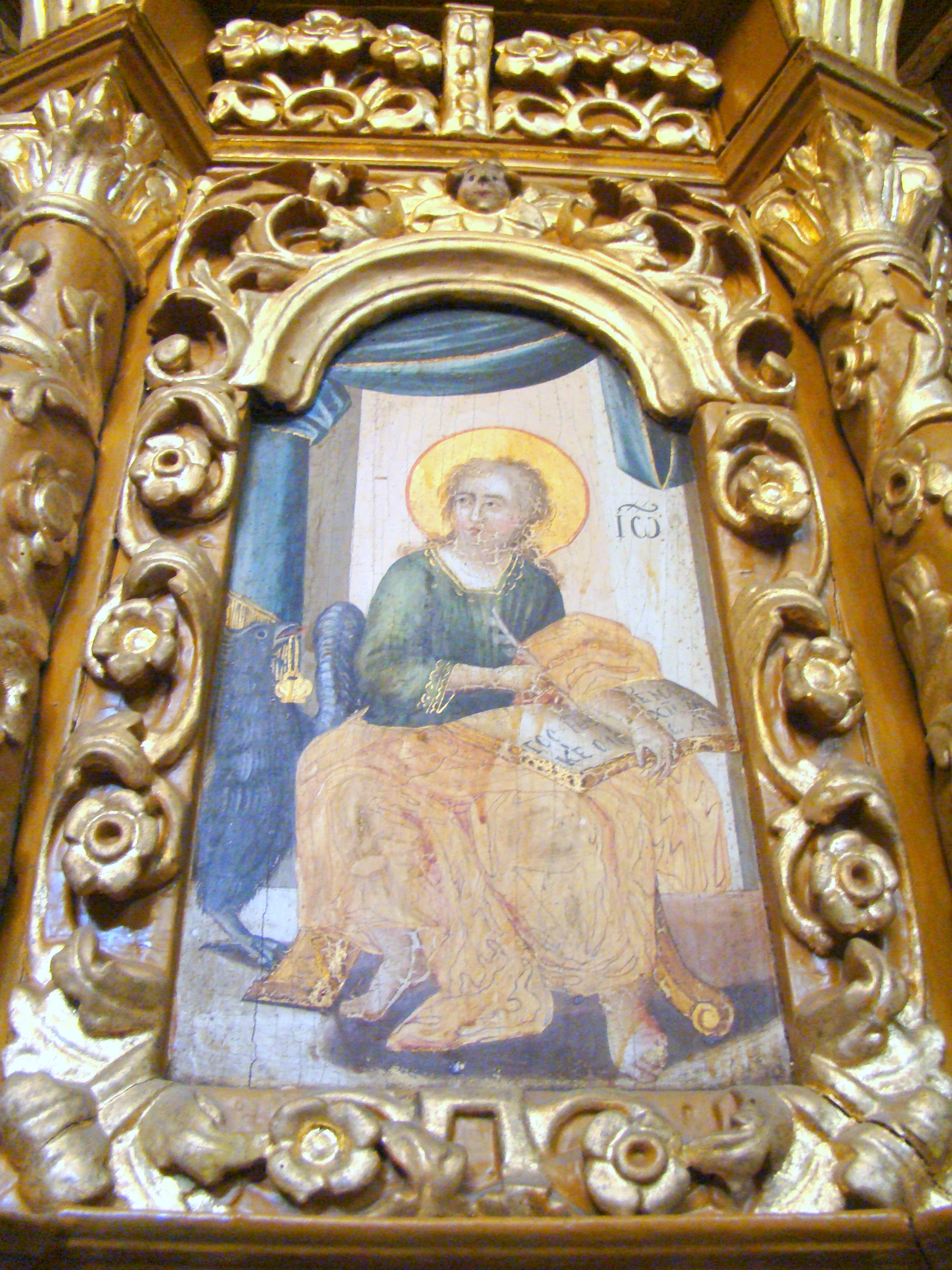
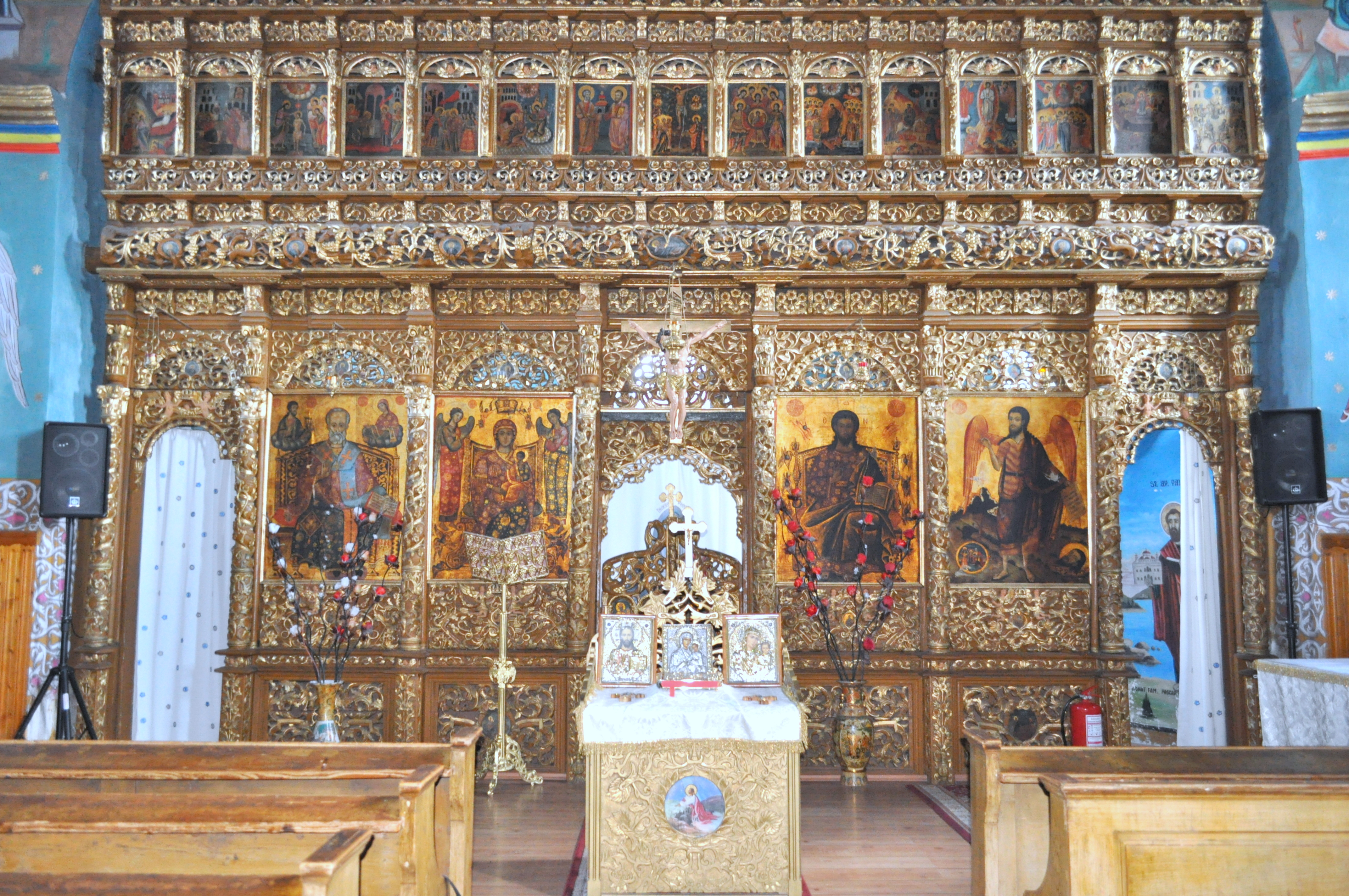
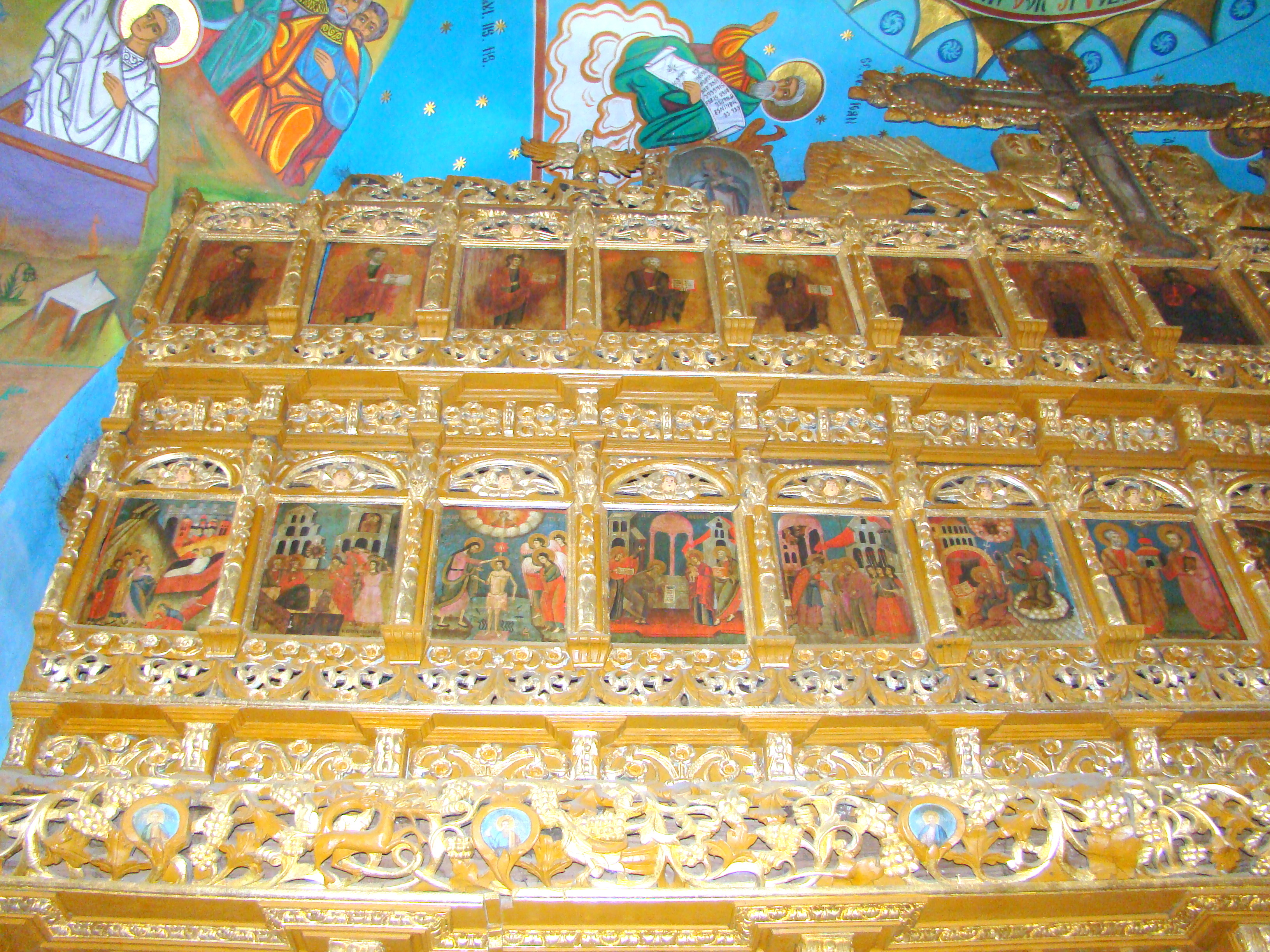
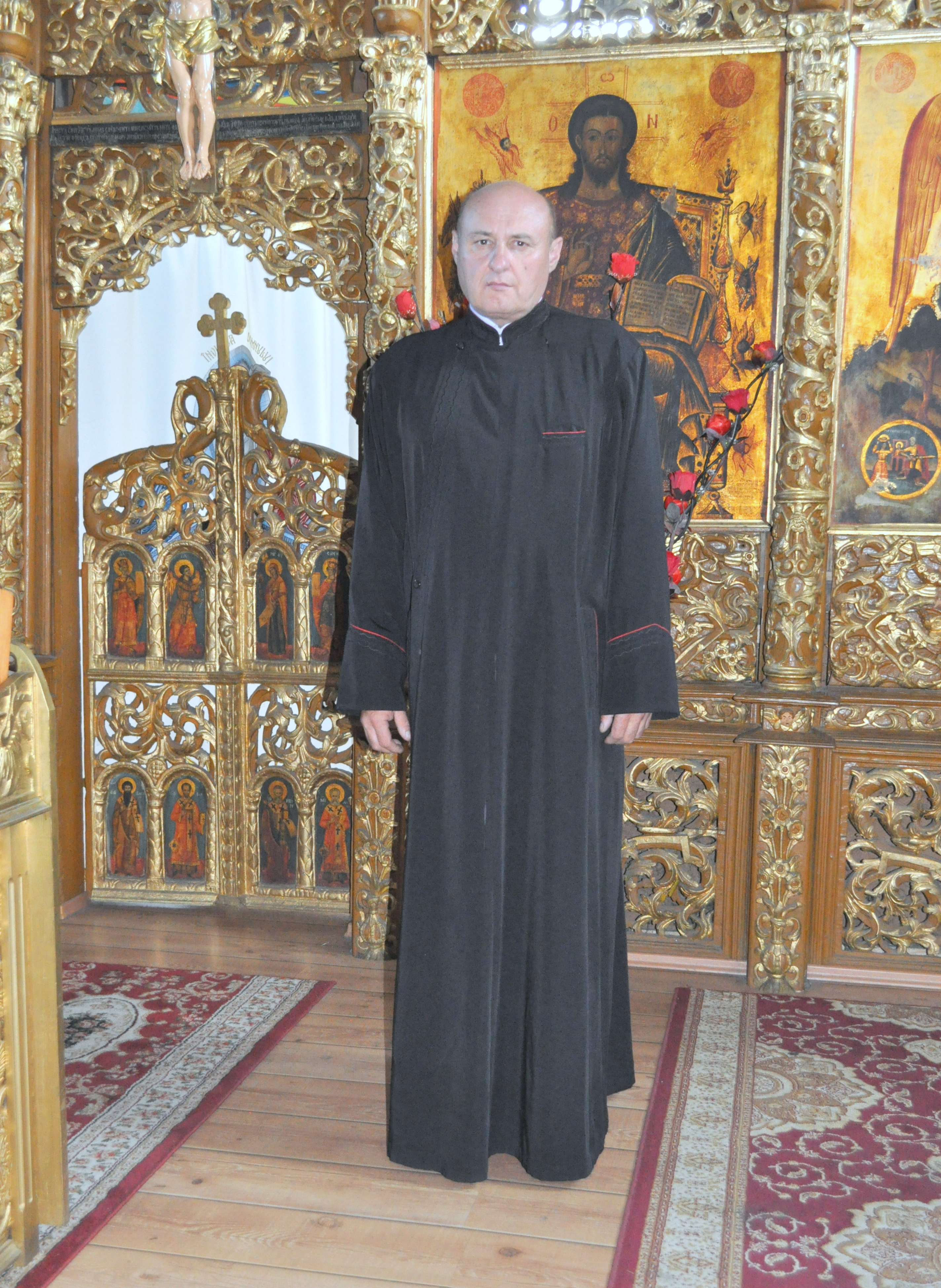
Preotul paroh Sorin Mititean
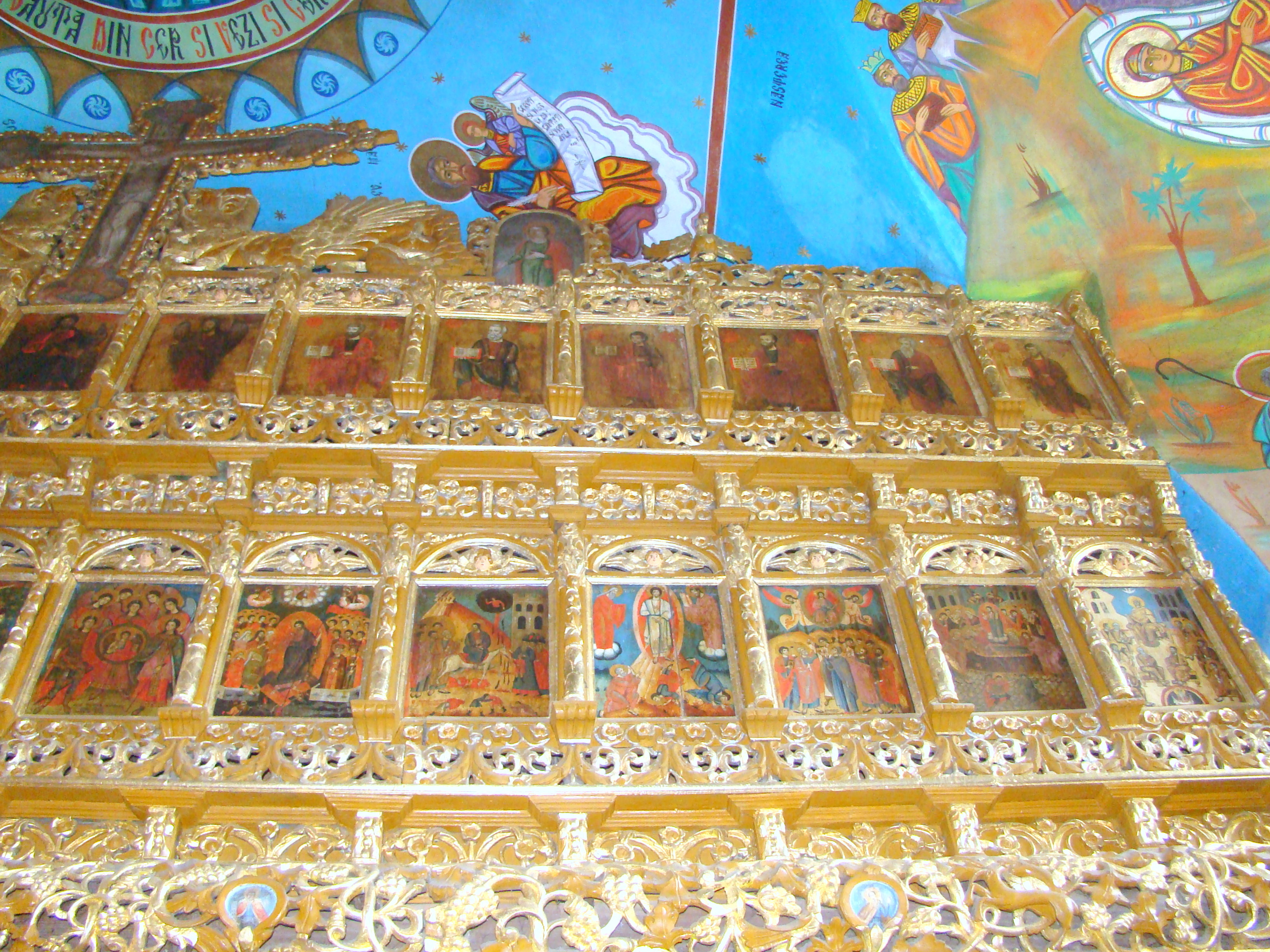
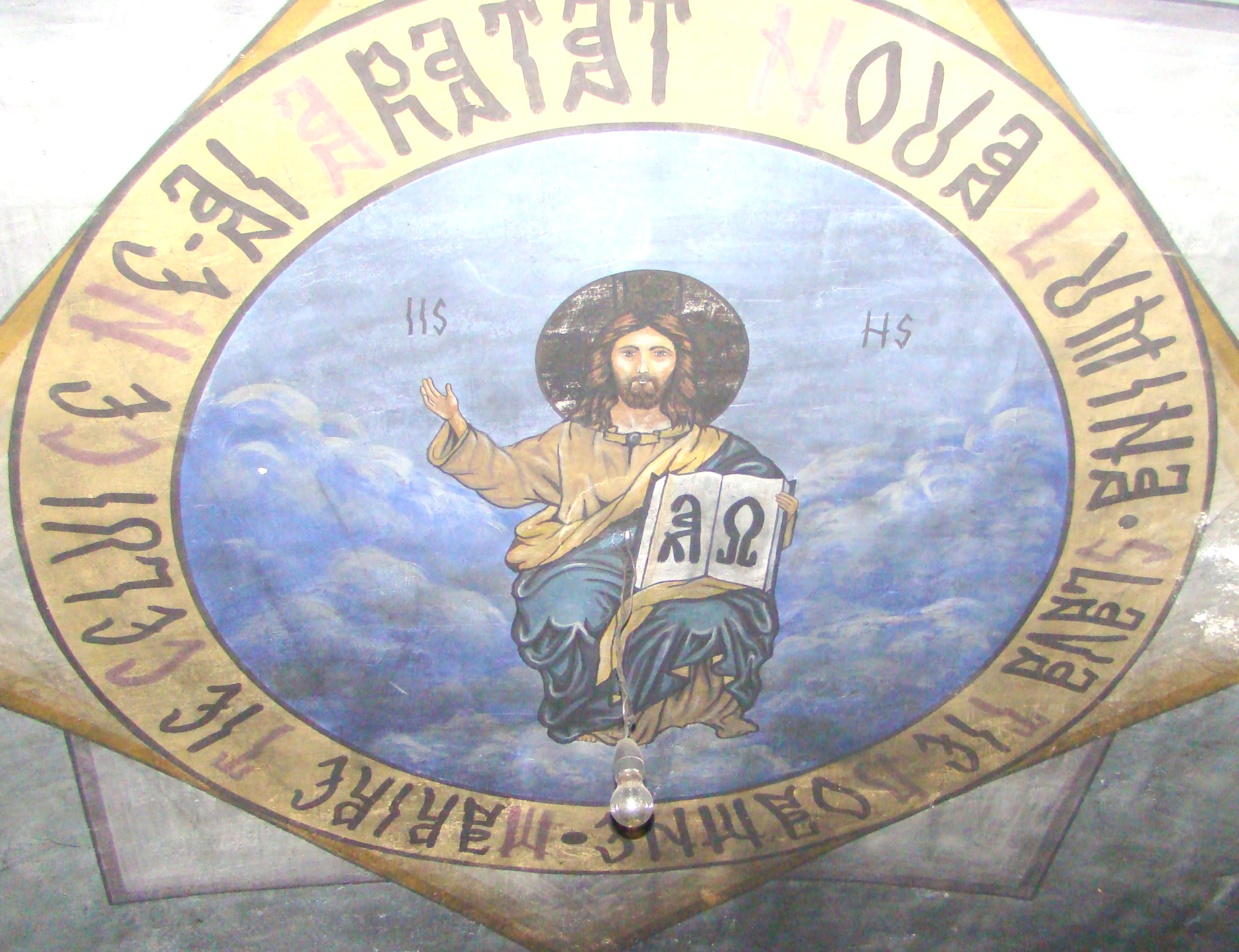
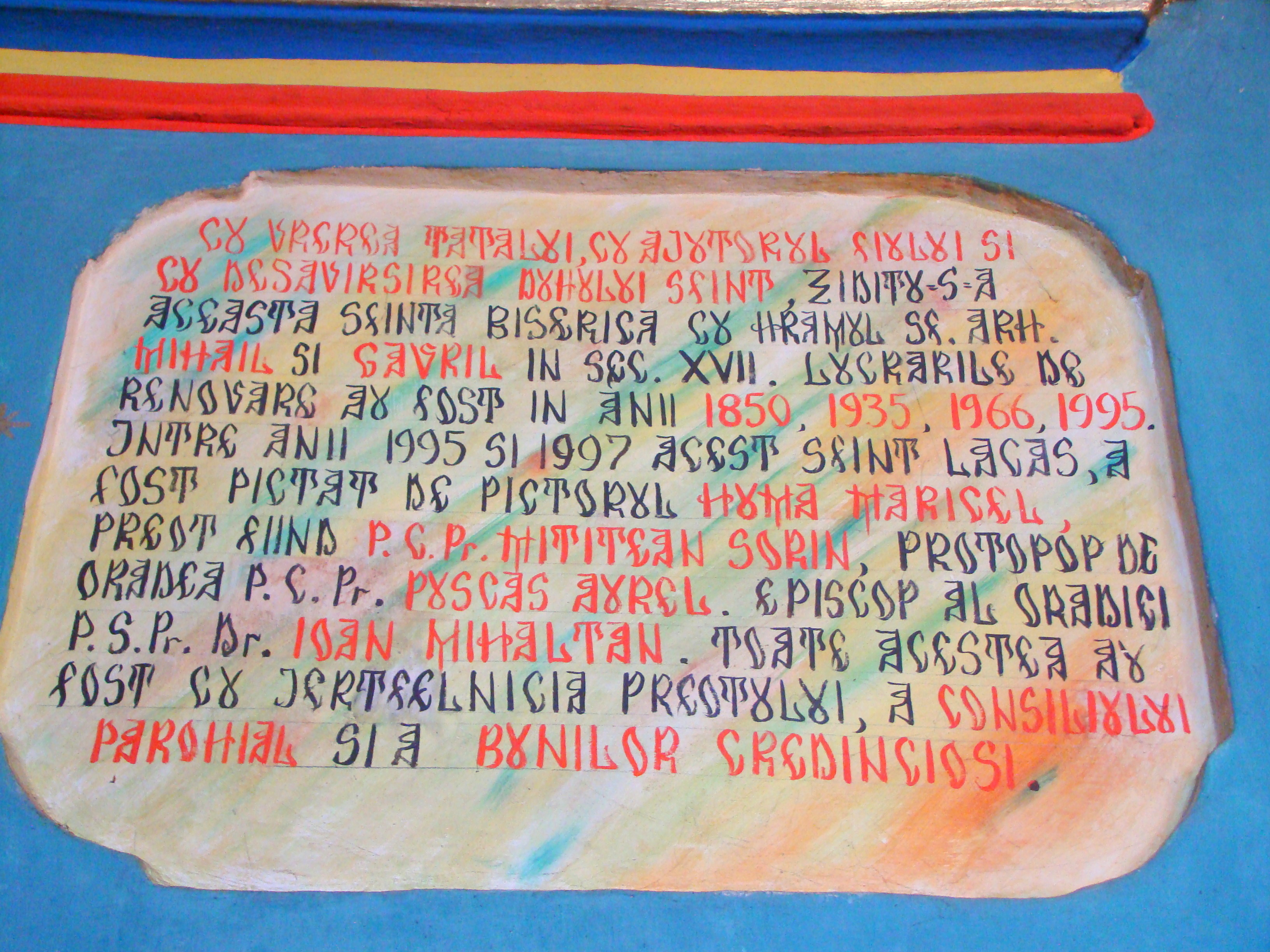
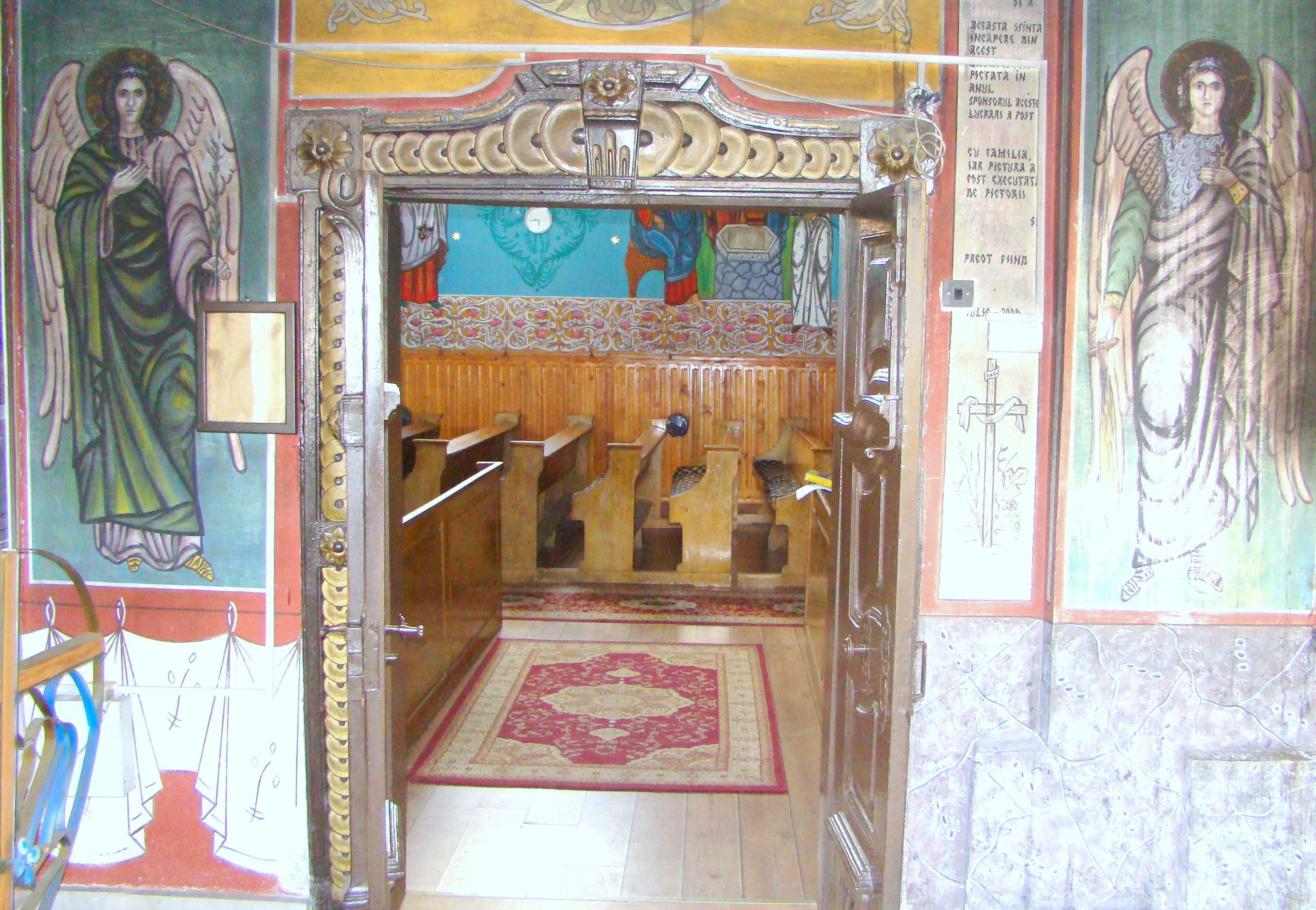

## Muzeul parohial

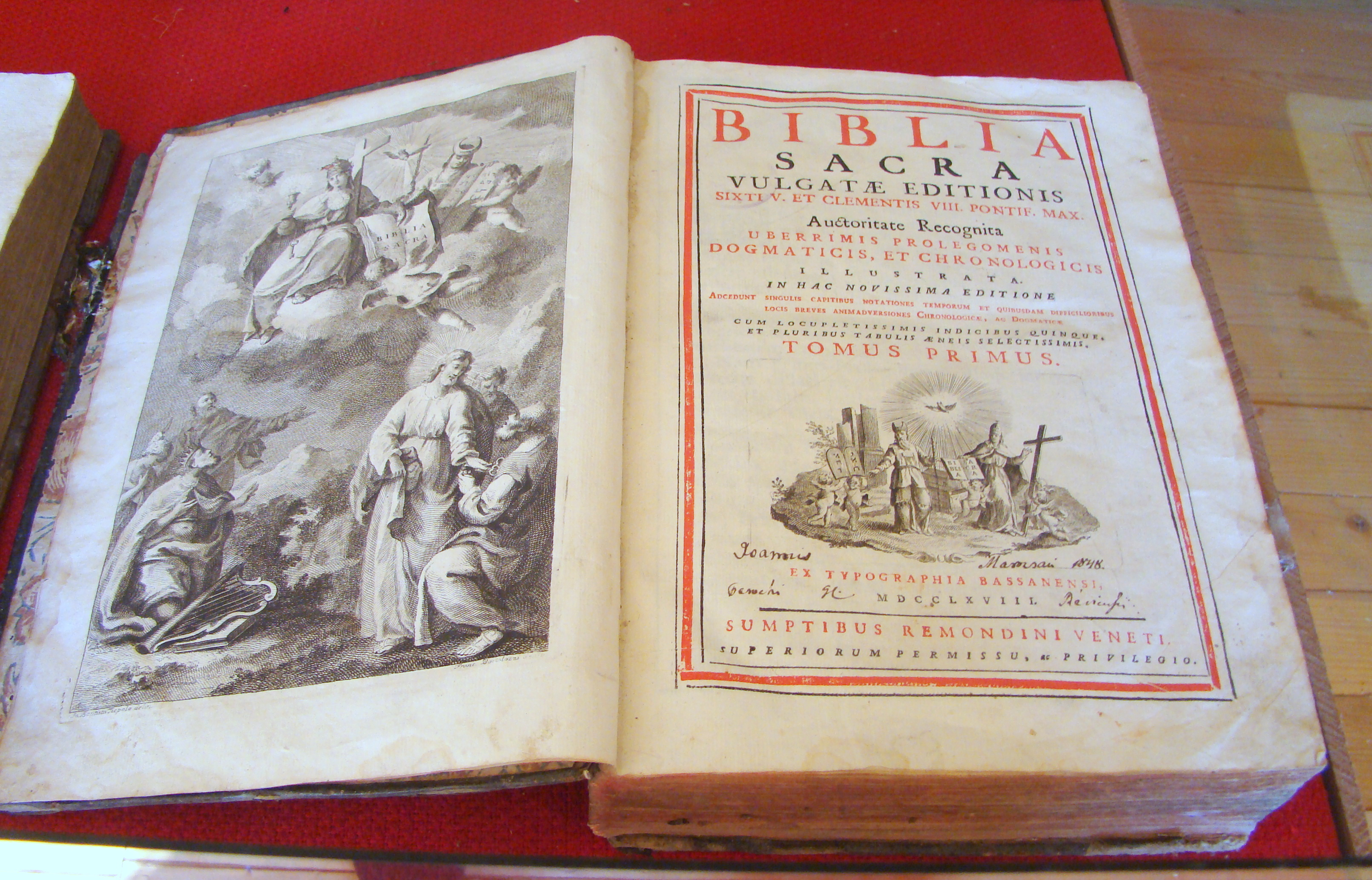
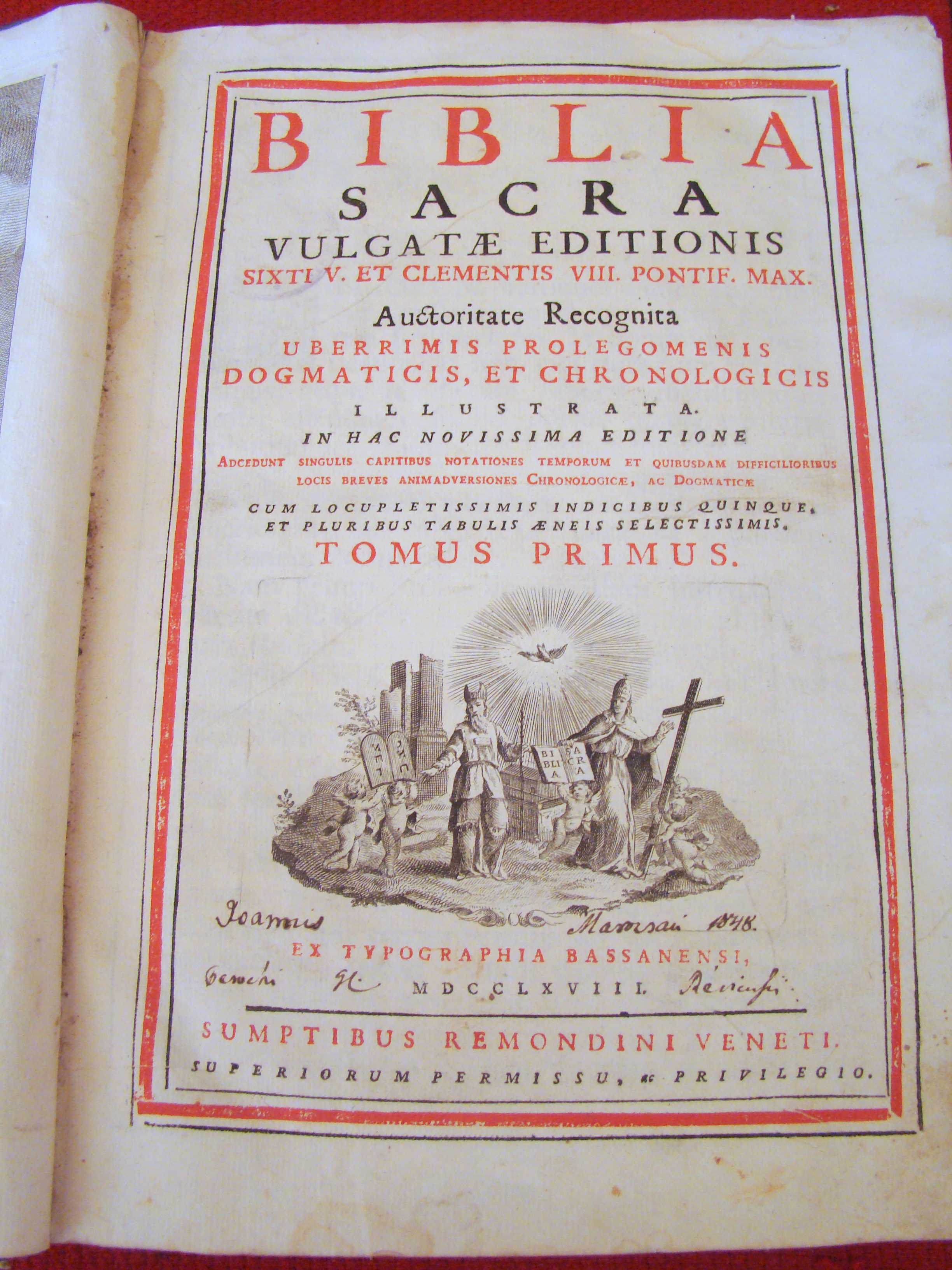
Biblia sacra vulgata (sec.XVIII)
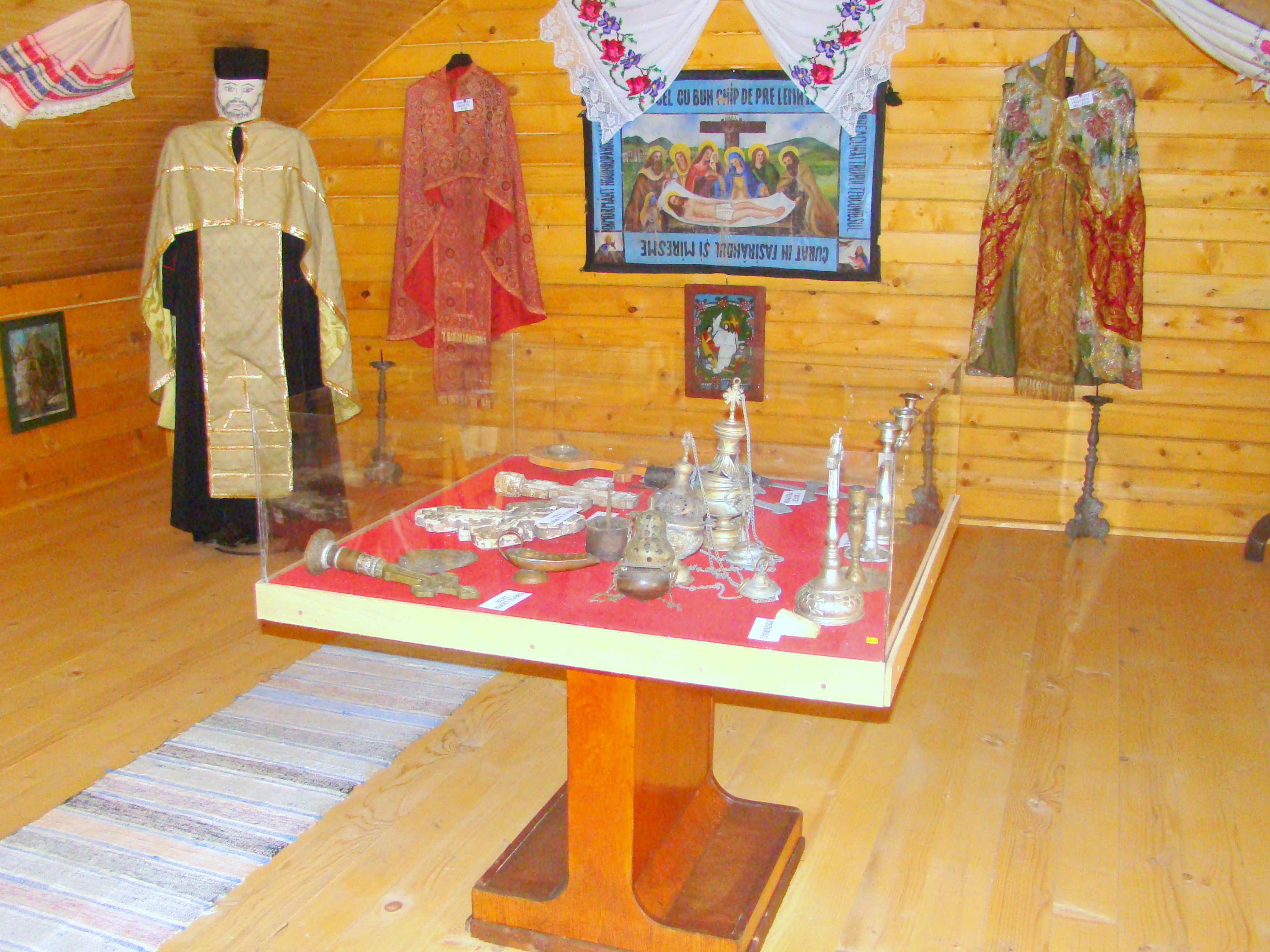
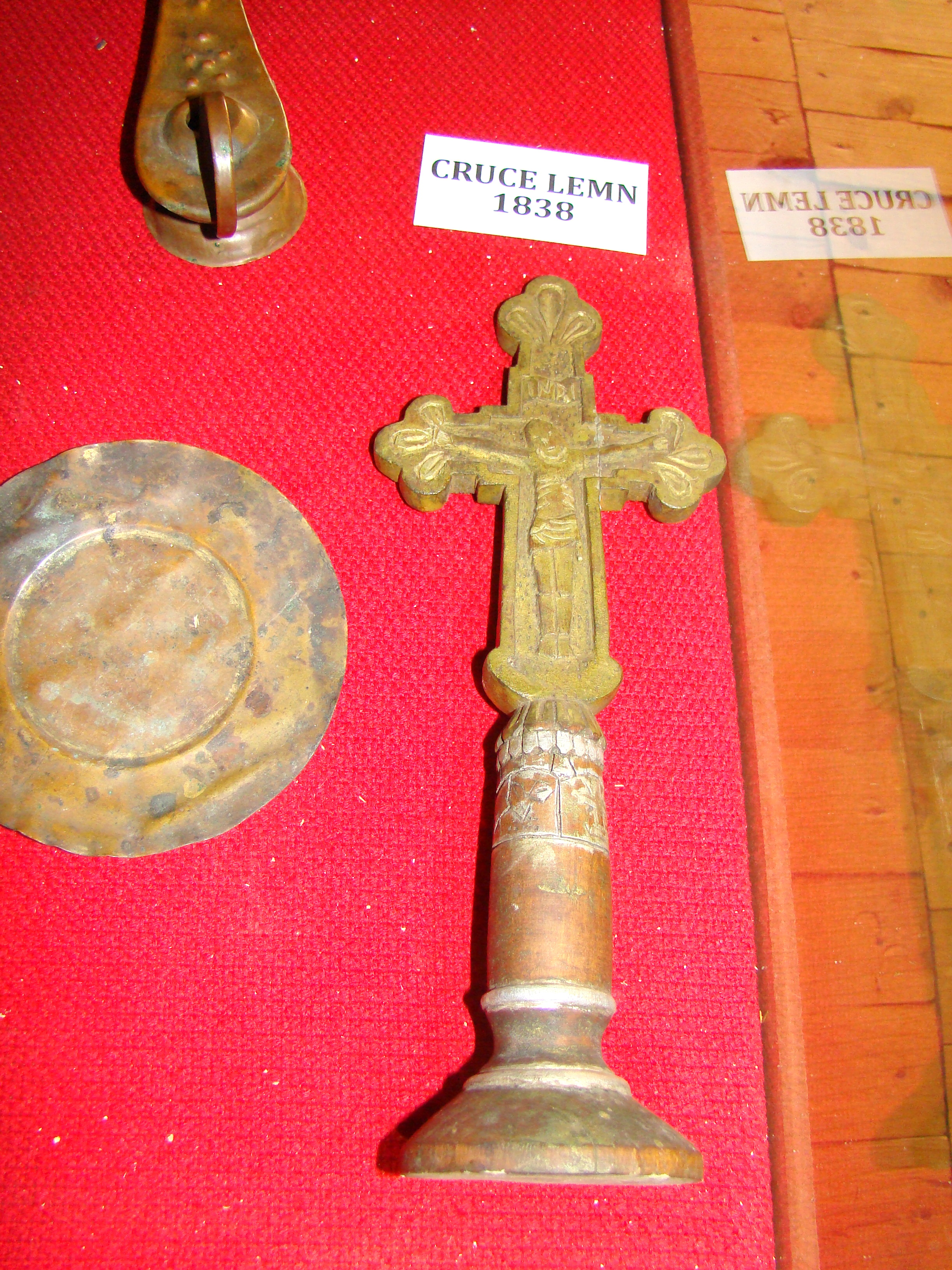
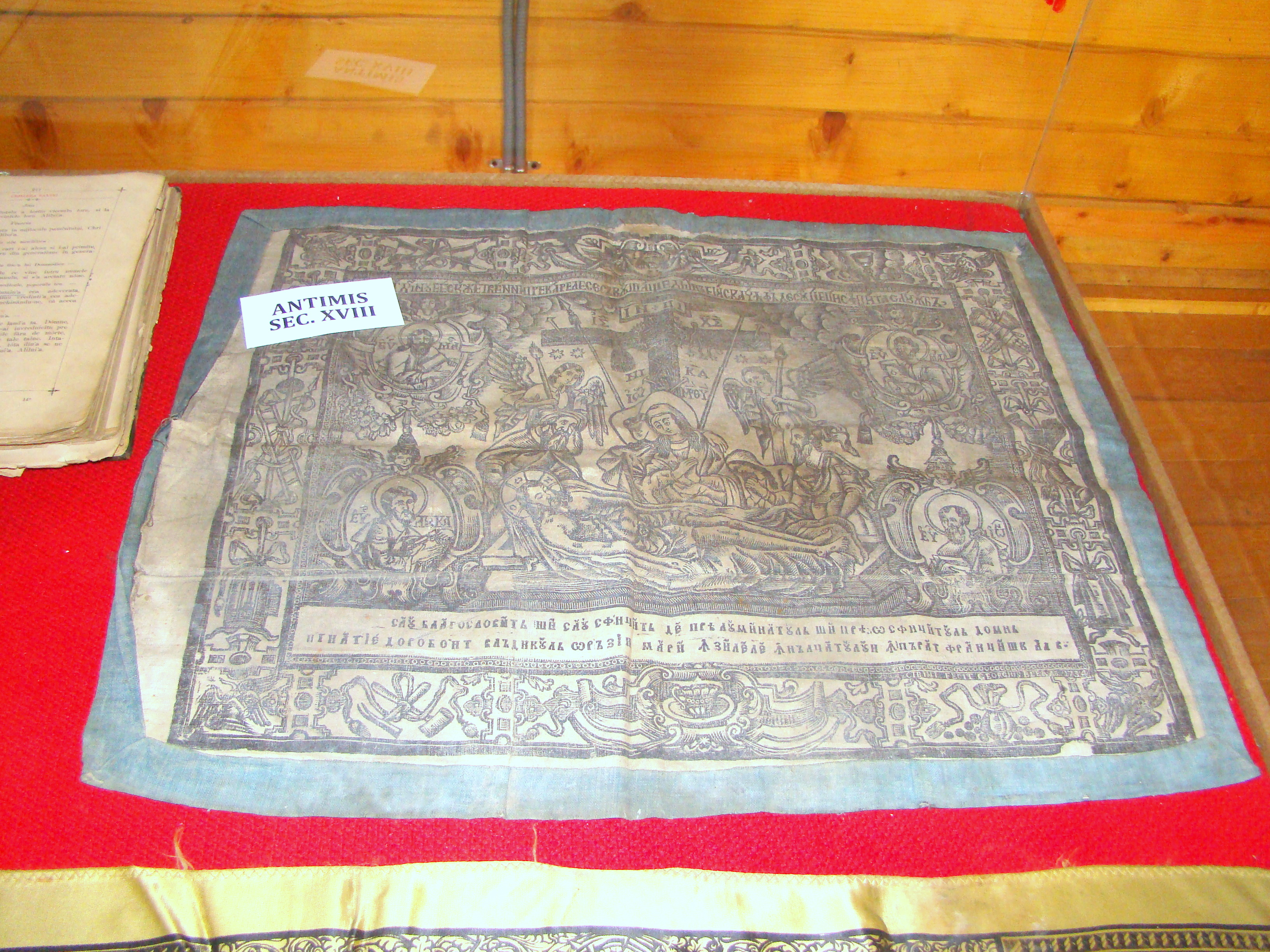
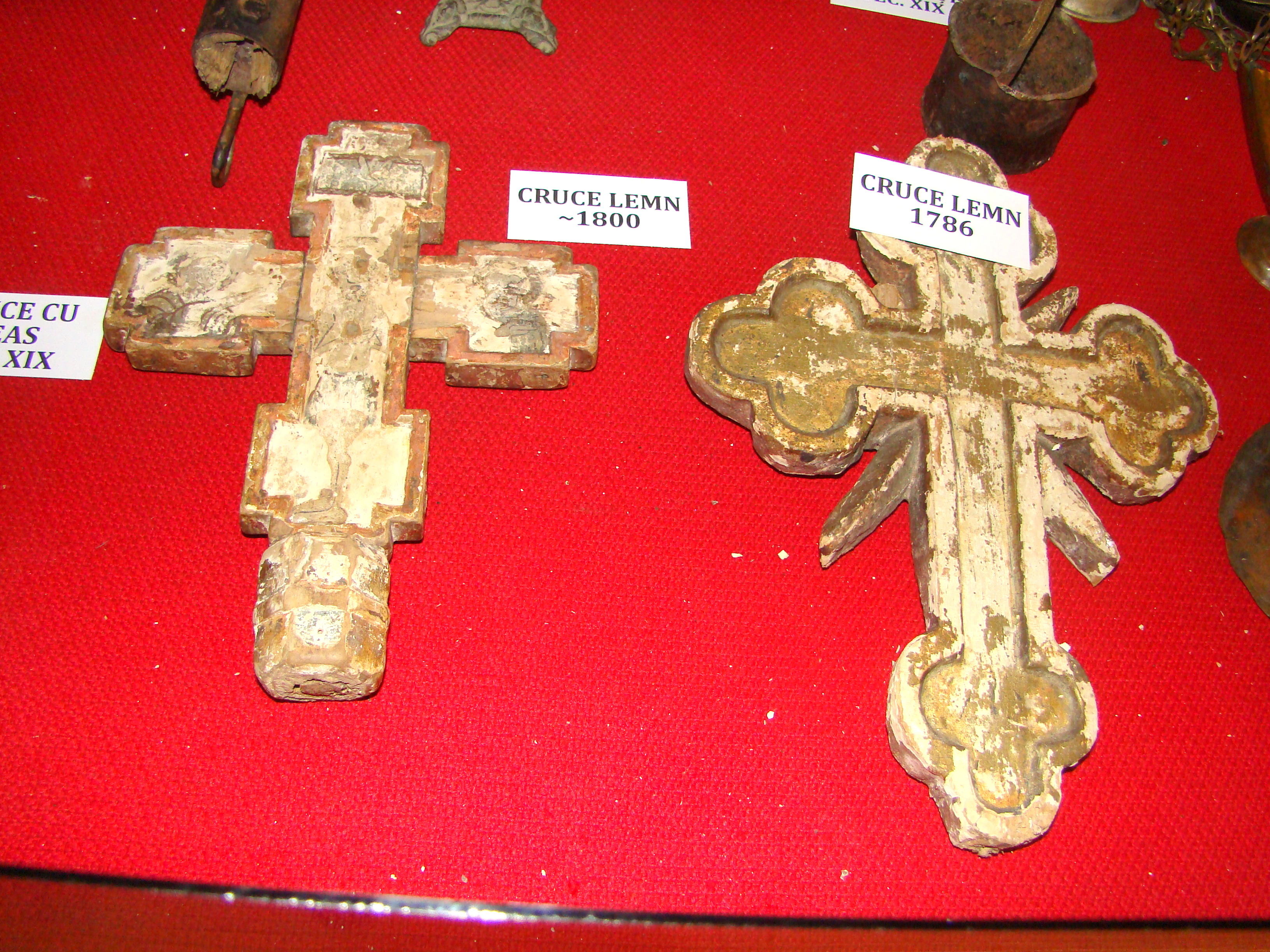
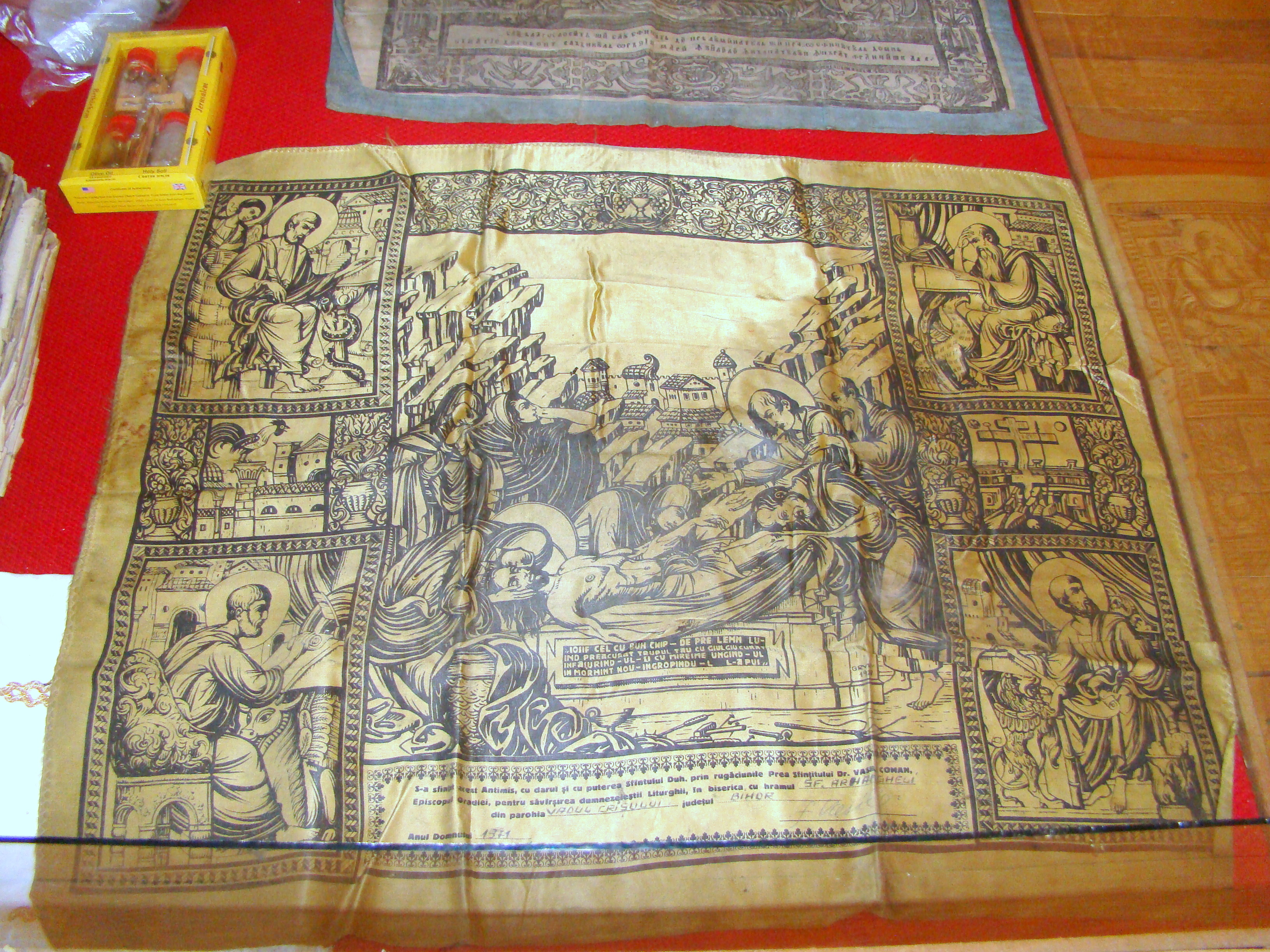
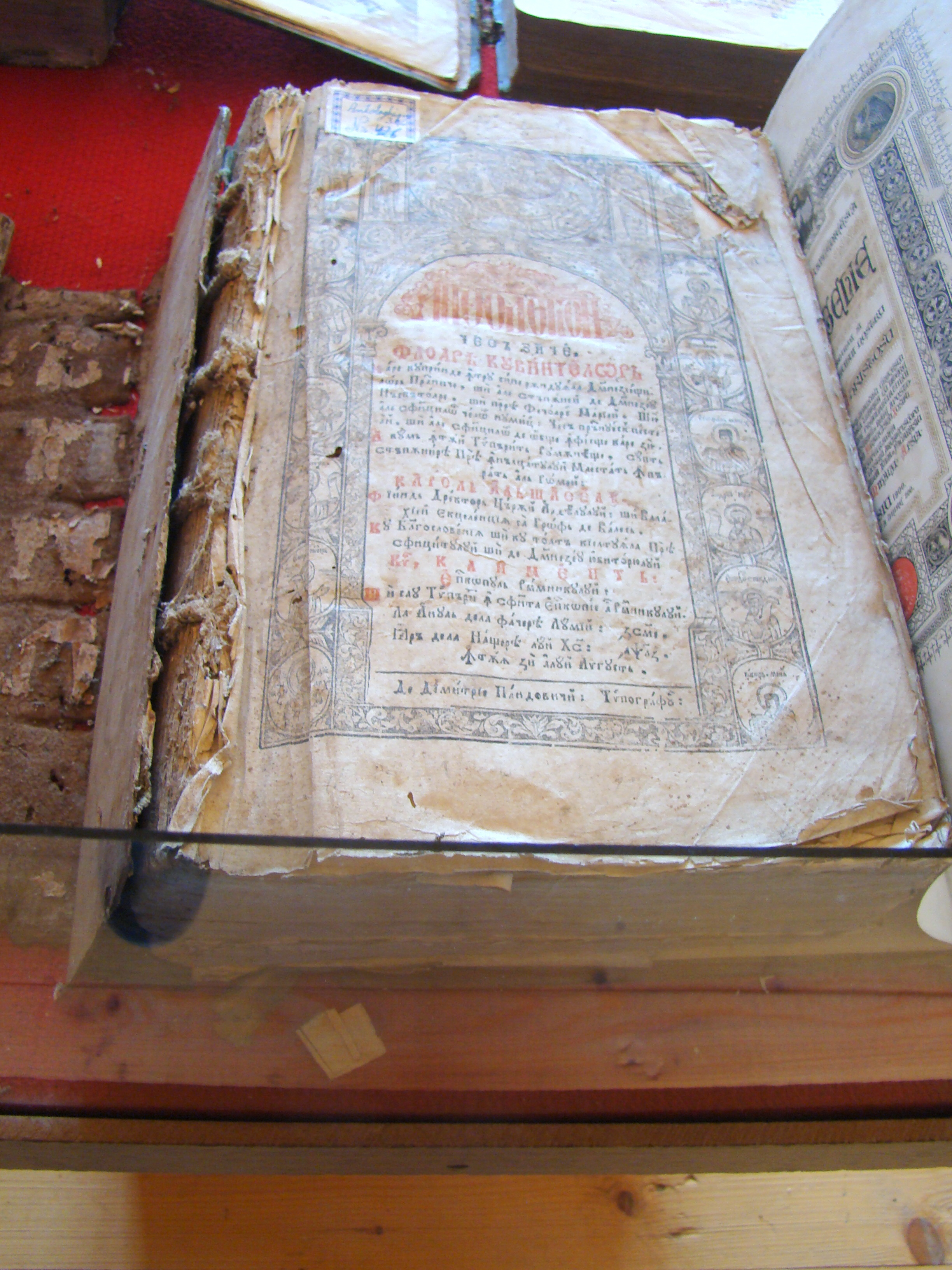
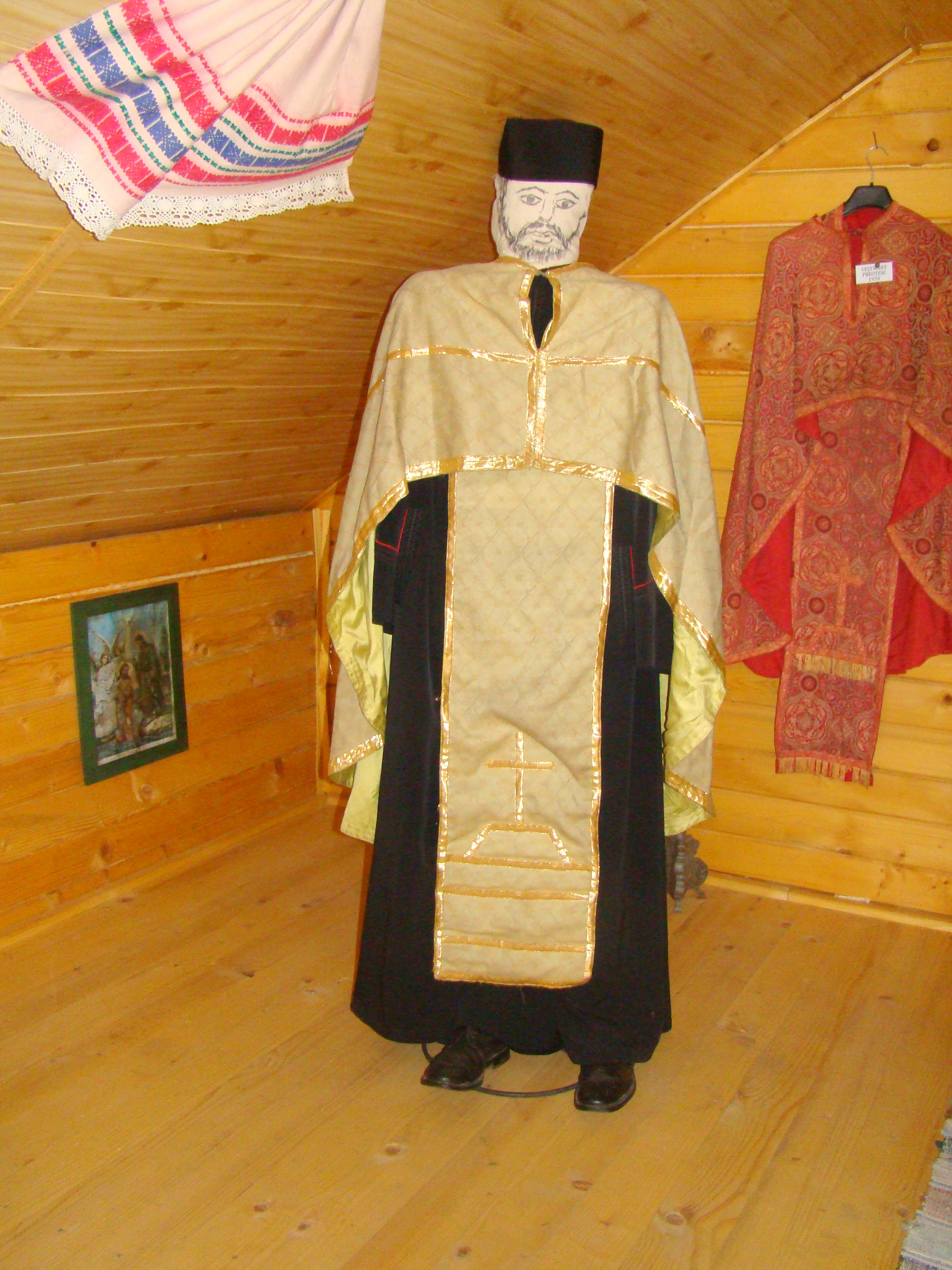